# Sistema difensivo di Verona
Il sistema difensivo di Verona è un imponente complesso militare, logistico e infrastrutturale costituito da cinte murarie, bastioni, forti, campi trincerati, magazzini e caserme, realizzato tra il 1814 e il 1866 durante la dominazione asburgica, che fece della città veneta, perno del cosiddetto "Quadrilatero", uno dei punti di forza del sistema strategico dell'Impero. La Verona austriaca divenne così piazzaforte d'armata, ovvero un centro che poteva rifornire l'intera guarnigione imperiale presente nel Regno Lombardo-Veneto, composta all'incirca da 100000 soldati.
Nello spazio urbano sono visibili ancora oggi opere monumentali che formano un repertorio di quasi 2000 anni di storia dell'arte fortificatoria, motivo per cui la città è stata decretata patrimonio dell'umanità dall'UNESCO; tuttora restano imponenti gli avanzi della città fortificata romana, il perimetro della città murata scaligera con i suoi castelli, la struttura della fortezza veneta, oltre che la finale disposizione della piazzaforte asburgica. La cinta magistrale, nel suo assetto definitivo, ha uno sviluppo di oltre 9 km e occupa quasi 100 ha di superficie con le sue opere: cortine, torri, rondelle, bastioni, fossati, terrapieni e spalti. Infine nel territorio circostante, situati nella campagna pianeggiante o sulle colline delle Torricelle, 31 forti (19 dei quali ancora esistenti) formavano l'ultimo e più moderno sistema cittadino, l'imponente difesa avanzata della piazzaforte asburgica.
Il rafforzamento delle difese fu graduale, attuato per fasi. Dal 1832 al 1842 fu ristrutturata la cinta magistrale, in risposta alla destabilizzazione del quadro politico europeo, che ebbe il suo apice nel 1830 con i moti liberali e la Rivoluzione di luglio a Parigi. Dal 1837 al 1843 furono costruite le fortificazioni collinari e i forti avanzati di pianura, i primi per impedire manovre di aggiramento a settentrione, i secondi per risolvere alcune carenze tattiche e difensive della cortina muraria. Nel 1848, evidenziata con la battaglia di Santa Lucia l'importanza tattica di dominare il lungo terrazzamento naturale che si dipana a ovest di Verona, iniziò la costruzione di una prima linea di forti militari distaccati, che furono poi completati con opere permanenti in muratura entro il 1856. Tra il 1859 e 1861 furono costruiti i forti del secondo campo trincerato, a maggiore distanza dalla città in modo da togliere efficacia alle nuove artiglierie, dotate di più ampia gittata; e infine, nel 1866, questo secondo campo trincerato fu completato con due ulteriori forti in stile semipermanente, a causa dell'imminenza della terza guerra d'indipendenza italiana.
Le costruzioni militari austriache rappresentano «l'episodio saliente dell'arte a Verona del XIX secolo. Nessun'altra opera di pittura, scultura o architettura regge al confronto dell'importanza della mole e della vastità dei riferimenti con il paesaggio e con la storia». L'Imperiale Regio Ufficio delle Fortificazioni di Verona, infatti, si dimostrò rispettoso delle preesistenti mura comunali, scaligere e veneziane, integrandole nel nuovo sistema fortificatorio e aggiornandole in base alle nuove scoperte e necessità di ambito militare. Quando dovette realizzare nuove fabbriche, invece, si confrontò con l'architettura romanica veronese, adeguando in questo modo i materiali da costruzione, il loro uso e le scelte di carattere formale e decorativo al contesto cittadino.

## Storia

### Prodromi e stato delle fortificazioni

L'agro veronese in età romana, con le principali vie di comunicazione

L'abitato di Verona ha avuto, fin dalla sua fondazione, un ruolo preminente in quanto al centro dei collegamenti tra oriente e occidente e tra settentrione e meridione. In particolare la sua collocazione allo sbocco della Valle dell'Adige, principale via di comunicazione tra l'Italia e la Germania, consentiva, a chi aveva il controllo di questa posizione, di potersi affermare nei vicini territori lombardi e veneti. In conseguenza di questa rilevanza dovuta alla peculiare collocazione geografica e alle sue caratteristiche topografiche ed economiche, già durante l'età romana Verona divenne un centro strategico, ben fortificato, crocevia di tre strade consolari: la via Claudia Augusta, che collegava il Danubio con il Po, la via Postumia e la via Gallica, che mettevano in comunicazione Aquileia rispettivamente con Genova e Torino.
Nel corso dei secoli si è pertanto stratificato un cospicuo patrimonio di strutture fortificate, molte delle quali ancora conservate: del periodo preromano si conservano solo limitate testimonianze, ma le vestigia della dominazione romana sono invece ragguardevoli; dell'età medievale si conservano numerose opere realizzate in particolare sotto la signoria dei Della Scala, che attestano quanto fosse evoluta l'arte militare scaligera e quale peso politico riuscì a raggiungere lo Stato veronese, anche se non mancano pure testimonianze della breve dominazione dei Visconti; fondamentali, infine, furono le opere fortificatorie realizzate durante il periodo veneziano, quando si ultimò l'imponente cortina bastionata che cinge la città.
Con il perfezionamento dell'artiglieria, infatti, si dovettero rimettere in efficienza le difese secondo i nuovi criteri difensivi della fortificazione alla moderna. Nel 1530 fu così chiamato dalla Repubblica di Venezia il noto architetto rinascimentale Michele Sanmicheli, cui venne commissionata la ricostruzione della cortina a destra d'Adige, oltre che la revisione generale del sistema difensivo della città. Le sue opere rimasero sostanzialmente invariate fino a tutto il Settecento, in quanto la Serenissima sperimentò un lungo periodo di pace, terminato solo con l'arrivo di Napoleone Bonaparte che nel 1796 occupò Verona. I francesi e gli austriaci si contesero la città e a fasi alterne cercarono di rimettere in efficienza la cortina muraria e di realizzare opere campali temporanee, di cui non è rimasta traccia.
A seguito del trattato di Lunéville (9 febbraio 1801), i francesi si ritirarono sulla riva destra dell'Adige mentre l'altra sponda fu ceduta agli austriaci, determinando così una paradossale situazione per cui la città risultava divisa in due tra i nemici. Prima di cedere la parte sinistra, tuttavia, fu deliberato da parte francese lo smantellamento delle difese della parte ormai perduta della città, per cui fu in parte guastata la cortina di sinistra d'Adige e vennero demoliti castel San Pietro, castel San Felice e la torre lato campagna del ponte di Castelvecchio. Successivamente si dedicarono all'abbattimento delle difese della loro parte di città, demolendo tutti i baluardi tranne il bastione di San Francesco e il bastione di Spagna, gli unici che sono quindi pervenuti nelle forme date da Sanmicheli. Il motivo che spinse i napoleonici ad attuare queste distruzioni fu la preoccupazione che gli austriaci potessero prendere possesso con un colpo di mano di quella parte della città, stabilendo una pericolosa testa di ponte contro le armate francesi provenienti dal Mincio e sbarrando loro la strada per Venezia. In seguito, ambo le parti tentarono di rimediare ai danni delle avventate demolizioni: in particolare i francesi, sul finire del 1813, rafforzarono castel San Felice, porta Vescovo, porta San Giorgio e ripristinarono il fossato di Castelvecchio, mentre nuove opere campali semi permanenti furono apprestate nella Campagnola.
Nel 1814 la città cadde definitivamente in mano agli Asburgo: se in un primo momento gli austriaci non sentirono la necessità di rafforzare le difese, in quanto la neonata Santa Alleanza era divenuta garante della pace in Europa, in una seconda fase il patrimonio militare verrà ripristinato e ulteriormente rafforzato, tanto che la città si tramuterà da fortezza bastionata a campo trincerato e quindi a caposaldo principale della regione fortificata del Quadrilatero.

### Destabilizzazione del quadro politico e ristrutturazione della cinta magistrale

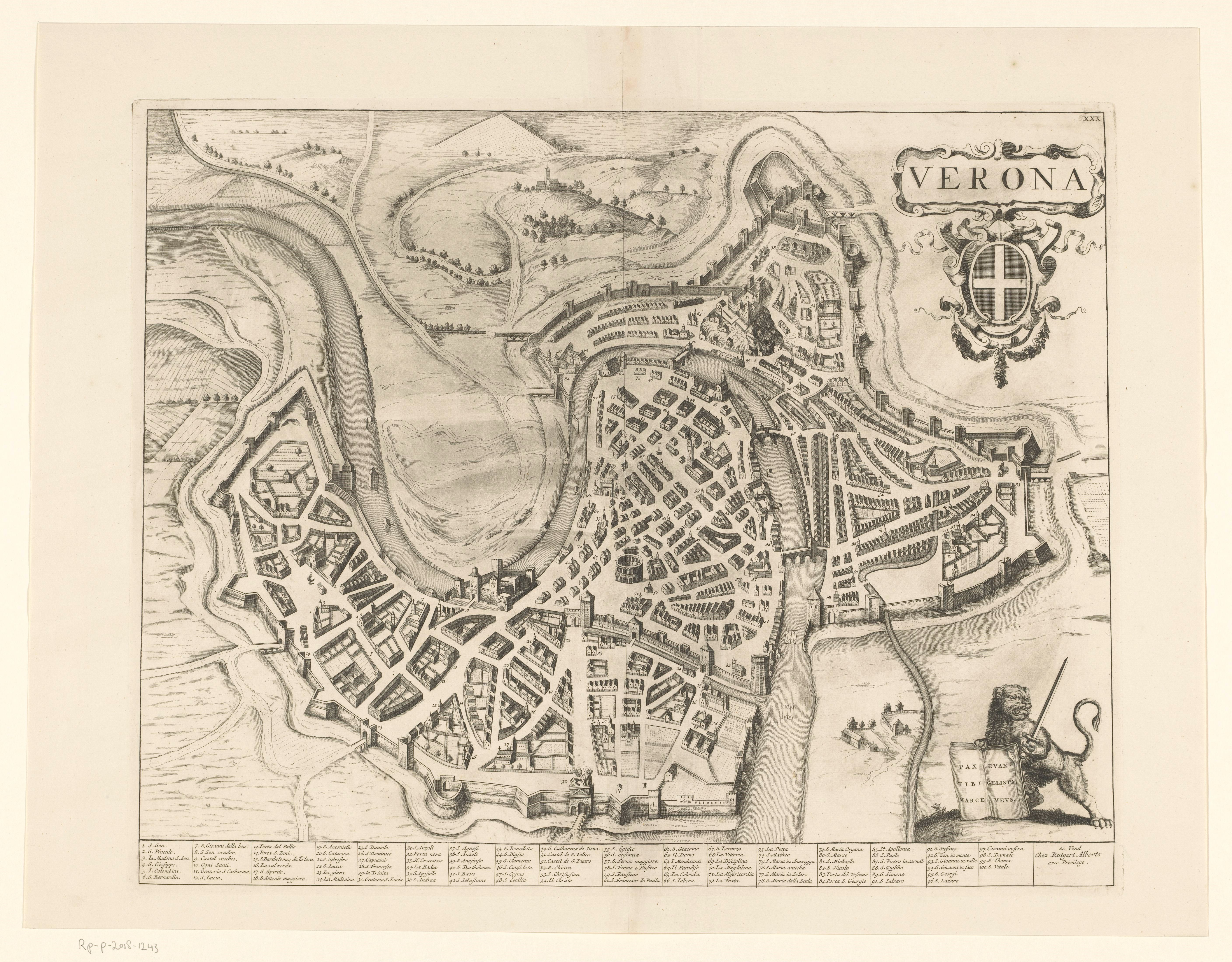
Lo stato definitivo delle mura veneziane di Verona al 1724

Come detto, durante gli anni della Restaurazione, successivi al Congresso di Vienna, la situazione politica europea appariva tranquilla; nel 1830, però, un nuovo periodo di grave instabilità, culminata nella Rivoluzione di luglio a Parigi e nei moti liberali e rivoluzionari, fece temere all'Impero austriaco che potesse originarsi un nuovo conflitto con la Francia. Risultava piuttosto evidente come la sicurezza dell'impero fosse direttamente legata alla difesa dell'eventuale teatro di guerra meridionale, che si sarebbe svolto nel Regno Lombardo-Veneto; era infatti opinione comune tra gli esperti militari, sulla base delle esperienze precedenti (come le guerre napoleoniche), che le linee del Reno e del Danubio avessero lo stesso valore di quelle del Mincio e dell'Adige, con la conseguente necessità di rafforzare i presidi militari in Italia.
I vertici militari decisero allora che sarebbe stato necessario fortificare l'ampia area posta tra il territorio veronese e quello mantovano (che avrebbe poi preso il nome di "Quadrilatero"). Oltretutto l'intera regione, data la collocazione geografica, era stata sottoposta a numerose opere di fortificazione già nei secoli precedenti, per cui era possibile per i comandi imperiali usufruire delle strutture già esistenti, ristrutturandole e rinforzandole ove necessario, ottenendo un notevole risparmio economico e di tempi. In particolare, le località che meglio si prestavano a questa logica e che decisero di rafforzare, erano Verona e Legnago sull'Adige, Mantova e Peschiera sul Mincio, e Ceraino allo sbocco della Val d'Adige; tutte località distanti tra di loro non più di un giorno di marcia.
L'Austria, pertanto, decise di inviare il generale Johann Maria Philipp Frimont con un corpo di truppe, presto sostituito dal maresciallo Josef Radetzky che giunse a Verona con un selezionato stato maggiore e un preparato gruppo di ufficiali del genio militare con a capo il generale Franz von Scholl, ingegnere militare incaricato di studiare il nuovo sistema difensivo, che nel 1832 divenne direttore delle fortificazioni cittadine. Con la risoluzione dell'8 febbraio 1833 l'imperatore Francesco I «si degnava di decretare il ristauro delle fortificazioni di Verona e della linea del Mincio» e il 15 febbraio il Consiglio di guerra di Vienna incaricò dello studio e dell'esecuzione di tali opere il generale von Scholl.
Caduti i presupposti dell'urgenza, come consigliato anche dal direttore generale del genio von Scholl, si avviò lo studio approfondito di un assetto difensivo con fortificazioni permanenti, di muratura e terra; l'arciduca Giovanni d'Austria si recò così a Verona per definire con Radetzky e von Scholl l'ordinamento complessivo della cinta magistrale. Quest'ultimo decise di conservare quanto possibile delle opere preesistenti, mantenendo quindi il tracciato originario della cinta muraria medievale e cinquecentesca e integrando i bastioni che non erano stati distrutti. I lavori, partiti tra 1832 e il 1833 e durati alcuni anni (si conclusero definitivamente tra il 1841 e il 1842), furono diretti dallo stesso von Scholl e da Johann von Hlavaty e riguardarono in particolare la cinta a destra d'Adige, il cui punto di forza divenne l'ordinamento a ritorni offensivi, o a "difesa attiva". I bastioni di San Zeno, di San Bernardino, di Santo Spirito, dei Riformati e della Santissima Trinità furono infatti tutti progettati su un medesimo schema planimetrico e funzionale: essi furono dotati di terrapieni su cui collocare le bocche da fuoco, con scarpate digradanti di terra, ai piedi delle quali fu edificato il distaccato "muro alla Carnot", dotato di feritoie per fucilieri e la difesa ravvicinata. Lungo questo muro, a livello del fossato, fu inoltre collocata la caponiera difensiva sulla punta centrale e due orecchioni lungo le spalle, rientranti in modo da nascondere ampi portali da cui si potevano intraprendere le sortite offensive.
Gli unici bastioni sanmicheliani sopravvissuti alle demolizioni francesi, ovvero quelli di San Francesco e di Spagna, furono opportunamente rispettati dagli ingegneri austriaci: le modifiche riguardarono soltanto i rampari in terra per le nuove postazioni d'artiglieria in barbetta, la realizzazione di ulteriori difese nella scarpa e l'apertura di poterne per le sortite. Altrettanta attenzione fu posta agli interventi eseguiti presso il mezzo bastione della Catena Superiore, dove numerose erano le testimonianze di epoca comunale, scaligera e veneziana: qui furono effettuate numerose aggiunte e trasformazioni, ma tutte facilmente distinguibili dalle strutture preesistenti, che furono preservate. Tra il 1837 e il 1842, infine, venne restaurata la cortina scaligero-veneta di sinistra d'Adige, in alcuni casi con il rifacimento di alcuni bastioni e torri, e si decise di riadattare castel San Felice, che in quel momento era in grave stato di abbandono. Esternamente al castello si optò per l'aggiunta di un rivellino collegato a esso mediante un corridoio protetto, mentre all'interno fecero la loro comparsa caserme e magazzini.
La capacità di fuoco assegnata alla cinta risultò notevole, tanto che ancora durante la guerra del 1866, nonostante l'intero campo trincerato esterno alla città fosse completo e in perfetta efficienza, l'armamento della cortina di destra d'Adige raggiunse il numero di 72 bocche da fuoco. Al termine dei lavori di rinforzo delle cortine murarie, tuttavia, rimaneva ancora irrisolto il problema tattico del rideau, ovvero del terrazzamento naturale esteso dall'abitato di Santa Lucia e San Massimo fino a quello di Chievo, a ovest della città, una linea di postazioni naturali contro Verona dalle quali, oltretutto, il nemico avrebbe potuto ostacolare le sortite esterne dalla cinta magistrale.

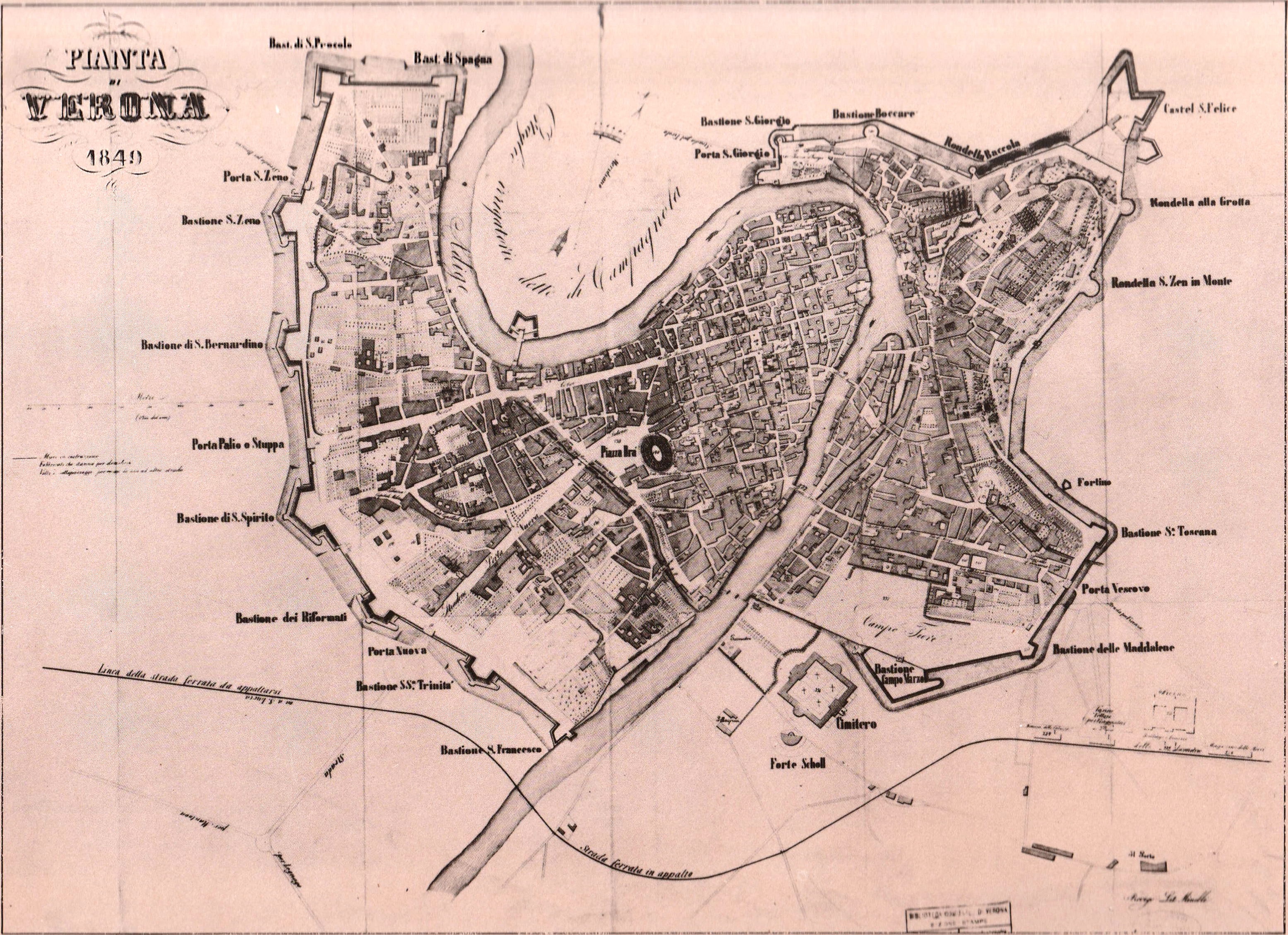
La cinta magistrale cittadina nel 1849, al termine dei lavori di sistemazioni delle parti che erano state demolite dai napoleonici

Tali lavori puntavano a raggiungere la finalità delineata da Radetzky, che era quella di convertire la città di Verona in perno di manovra e piazza di deposito per l'armata in campagna, da cui sostenere le operazioni difensive e controffensive nel territorio tra i fiumi Mincio e Adige, anche grazie all'appoggio delle piazzeforti di Peschiera, di Mantova e, secondariamente, di Legnago. Nonostante gli interventi eseguiti, questo programma era al momento attuato in modo incompleto, in quanto la piazzaforte non sarebbe ancora stata in grado di sostenere autonomamente un assedio, mettendo quindi a rischio le operazioni dell'armata imperiale.

### Costruzione dei forti collinari e avanzati di pianura
Franz von Scholl, per conferire a Verona la capacità di resistere a un assedio e renderla così idonea a custodire le risorse dell'armata, avvertì la necessità di dotare la città di un'ulteriore estensione fortificatoria con opere distaccate. Egli delineò quindi una prima formulazione difensiva proiettata all'esterno del corpo di piazza, riconducibile alla nuova teoria del campo trincerato ottocentesco a forti distaccati. I progetti predisposti negli anni compresi tra il 1834 e il 1838, non attuati per le limitazioni imposte dall'erario imperiale, prevedevano la disposizione di forti sul ciglione naturale di Santa Lucia e su quello di Santa Caterina per chiudere la grande ansa dell'Adige in corrispondenza di San Pancrazio, in modo da formare una poderosa testa di ponte offensiva.
Nei lavori eseguiti dal 1837 von Scholl perseguì finalità più circoscritte, prevalendo l'esigenza di eliminare le carenze tattiche e difensive della cinta magistrale. Sulla sinistra d'Adige, per impedire manovre di aggiramento a settentrione (già eseguite dai francesi nel 1805), furono così edificate sui crinali di Santa Giuliana quattro torri casamattate, dette torri Massimiliane per via delle analogie con le torri realizzate a Linz pochi anni prima, ideate dal teorico della guerra arciduca Massimiliano d'Asburgo-Este. Tra il 1838 e il 1841 il campo trincerato collinare fu completato a meridione, sulle alture di San Mattia e di San Leonardo, dalla sequenza di altri due forti e da una torre Massimiliana completa di recinto perimetrale (forte San Mattia e di San Leonardo, dalle alture su cui furono edificati, e il forte Sofia, disegnata su modello delle torri Massimiliane). A queste opere venne assegnata l'ulteriore funzione di sottrarre al nemico posizioni dominanti prossime al settore occidentale della cinta magistrale, dal colle San Felice fino alla chiesa di San Giorgio, in riva al fiume. In ambito collinare, ma sul versante opposto, vide la luce un piccolo forte sull'altura Biondella, che non poteva essere battuta da nessuna posizione della cinta magistrale retrostante. Costruito nel 1838, il forte Biondella batteva a tiro radente il versante orientale della collina, altrimenti coperto da un angolo morto, e impediva così al nemico di avvicinarsi alla cinta collinare, non visto, dalla Valpantena. Nel suo insieme, questo sistema fortificato collinare controllava a ovest la valle di Avesa e la strada del Tirolo, a sud la Campagnola, al suo interno la Valdonega, a nord i crinali delle ultime propaggini della Lessinia, a est la Valpantena.

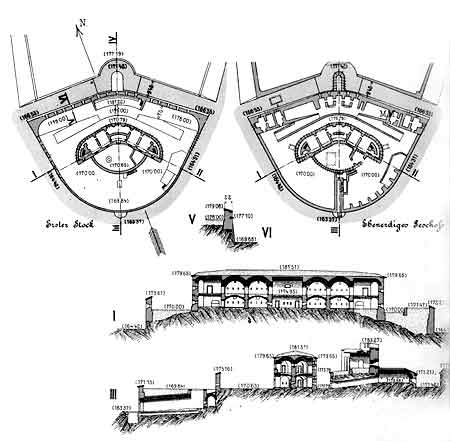
Piante e sezioni del forte collinare San Leonardo, prima della sua trasformazione in santuario

Le fortificazioni del campo trincerato collinare furono collegate alla cinta magistrale da una rete di percorsi militari, adeguati al rapido trasporto di truppe e artiglieria trainata a cavallo. La più celebre è la cosiddetta "lasagna", che fuori da porta San Giorgio si inerpica, nella profonda trincea scavata nel vivo del tufo e pertanto protetta alla vista e al tiro, verso il forte Sofia e il forte San Leonardo, il cui nome popolare deriva dalle corsie di pietra, tuttora presenti, atte a sopportare i pesanti carri dell'artiglieria e la marcia delle truppe che si avvicendavano.
Nel progetto e nella costruzione degli otto forti collinari, von Scholl affrontò complessi problemi di adattamento alla morfologia del sito, assai accidentato, che risolse con forme di sorprendente articolazione planimetrica e volumetrica. Inoltre, in base alle teorie settecentesche elaborate da Marc René de Montalembert e prendendo spunto dalle antecedenti torri per artiglieria svedesi (realizzate tra 1689 e 1731), elaborò un originale modello di fortificazione a tracciato circolare, integrata a un recinto avanzato poligonale. Nel disegno di von Scholl traspaiono anche i modelli dell'arciduca Massimiliano per le torri di Linz e le soluzioni quasi coeve per le torri costiere di Trieste e di Pola.
Il medesimo programma di integrazione fortificatoria della cinta magistrale fu applicato anche in pianura. Sulla sinistra d'Adige si impose la costruzione di opere militari per rendere compatibile la presenza del nuovo cimitero monumentale, realizzato davanti alla cinta presso il bastione di Campo Marzo a partire dal 1828. Una possente batteria casamattata su due piani, a segmento di torre (o Segmentthurm), andò quindi anteposta al cimitero, verso l'Adige, mentre nel 1838 venne costruito a circa 150 m a sud del cimitero il forte distaccato intitolato all'ingegnere von Scholl, che ne aveva dato il progetto ma che morì quello stesso anno, durante la costruzione. In seguito fu più semplicemente denominato forte Gazometro, dalla presenza a breve distanza di tali impianti industriali.
Sulla destra d'Adige, un grande forte venne situato nel settore settentrionale, accanto alla riva del fiume, a soli 300 m dal fronte bastionato interposto tra il bastione di San Procolo e il bastione di Spagna. La sua principale funzione era di battere la depressione dell'antistante spianata e supportare la funzione difensiva dei due bastioni, in particolare quello di Spagna, che non era stato riammodernato dagli austriaci. Nell'imponenza d'impianto, il forte San Procolo, costruito tra 1840 e 1841, richiama lo stile di von Scholl. Ne rispecchia anche la sua prima proposta, non attuata, per la difesa indiretta del ciglione Santa Lucia-San Massimo, che prevedeva capisaldi fortificati collaterali: sull'ala sinistra la testa di ponte di Santa Caterina, al centro tre forti davanti a porta Nuova, sull'ala destra il forte San Procolo.
Von Scholl è considerato il più eminente architetto militare dell'Impero austriaco, in quanto con spirito eclettico aveva sperimentato a Verona nuovi sistemi di fortificazione, adattandoli al luogo, al terreno d'impianto, in accordo alle preesistenze della cinta magistrale. Egli trasmise un'eredità di sapienza costruttiva e urbanistica, di sensibilità estetica e paesaggistica che diede fondamento alla cultura fortificatoria asburgica e che sarà messo a frutto nei successivi piani per i forti distaccati veronesi. Nell'architettura dei forti collinari, nei progetti non attuati per i forti di pianura, von Scholl esemplificò in stile grandioso la nuova teoria fortificatoria del sistema poligonale misto, elaborato dalla scuola neotedesca nell'originale sintesi tra le teorie di Montalembert e Nicolas Léonard Sadi Carnot.

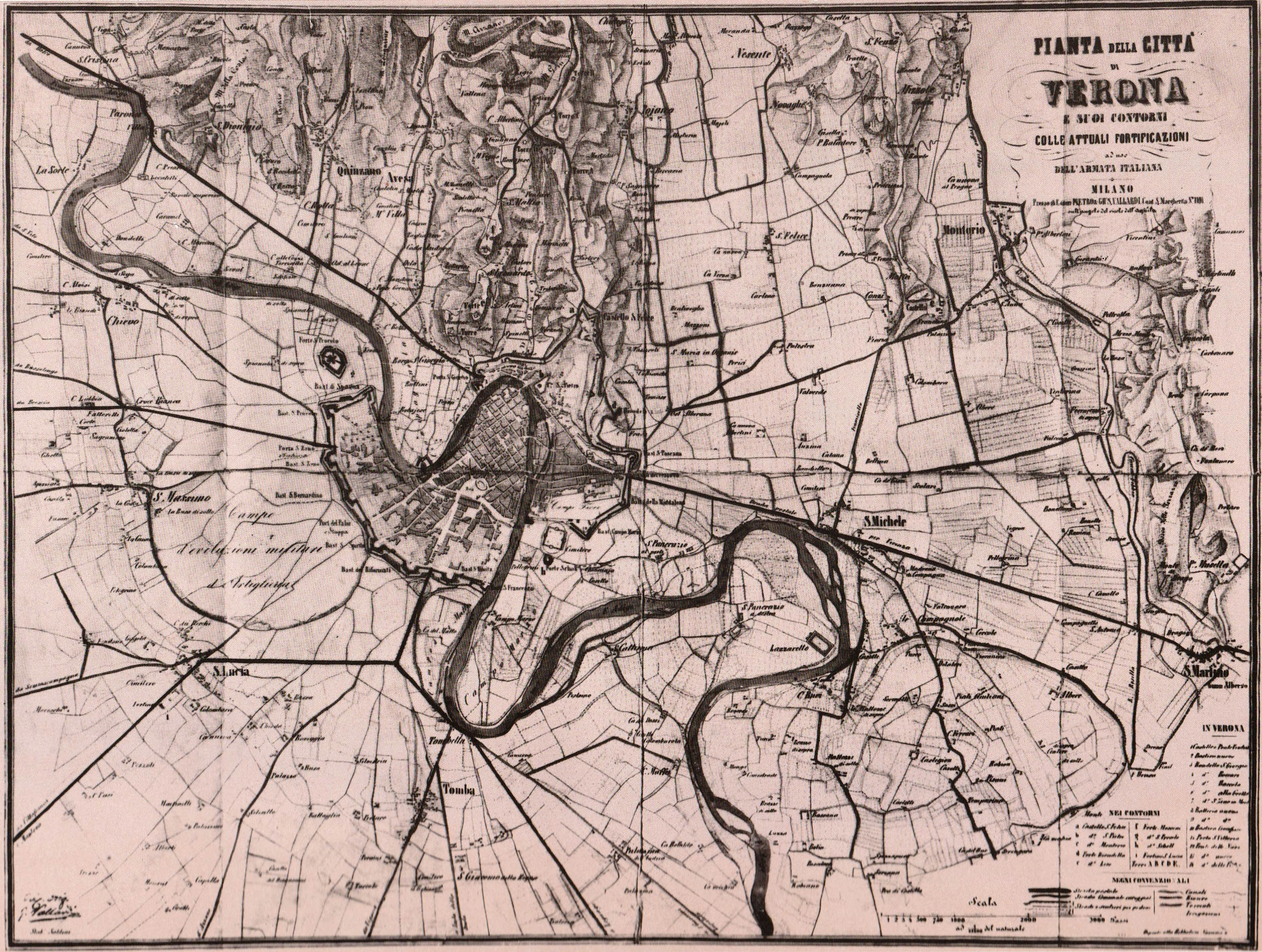
Lo stato della piazzaforte e delle prime opere distaccate al 1848

Dopo la sua morte e il completamento, nel 1844, delle opere da lui iniziate, nacquero dei contrasti all'interno dello stato maggiore. Il rasserenarsi della situazione politica europea, infatti, sembrava rendere meno urgente il rafforzamento difensivo del Lombardo-Veneto, e quindi il completamento del costoso piano di von Scholl per Verona. Alla fine prevalse l'idea di sospendere ulteriori sviluppi, lasciando così una città ben difesa (anche grazie alla morfologia favorevole) a nord e ovest, ma con diversi punti deboli a sud ed est, ovvero proprio sui lati che sarebbero stati attaccati dai piemontesi durante la prima guerra d'indipendenza italiana.

### Costruzione del primo campo trincerato di pianura

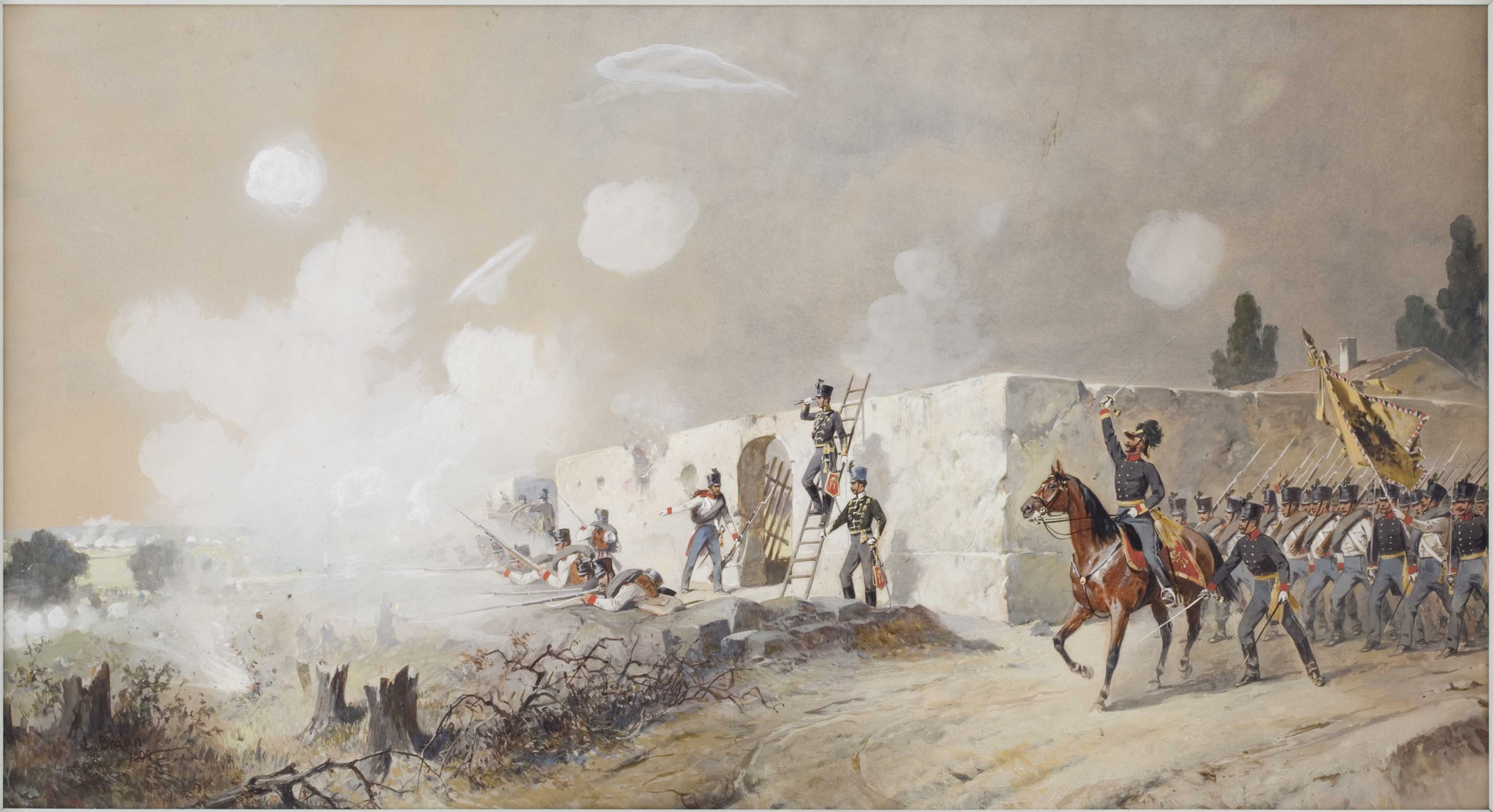
Austriaci nella battaglia di Santa Lucia: l'episodio dimostrò la necessità di includere il villaggio nel campo fortificato

Nel maggio 1848 la Regia Armata Sarda aveva marciato sino alle porte di Verona e fu affrontata dalle forze austriache nella battaglia di Santa Lucia, svoltasi davanti alla piazzaforte e a soli 1300 m dalla cinta magistrale. Nella giornata del 6 maggio proprio lungo il rideau di Santa Lucia, nei pressi dell'omonimo borgo, avvenne lo scontro maggiore; questi erano i luoghi che già nel 1833-1838 von Scholl avrebbe voluto assicurare alla difesa con i tre capisaldi fortificati esterni di Santa Caterina, Porta Nuova, San Procolo, o presidiare direttamente con opere distaccate, ma che alla fine il feldmaresciallo Radetzky decise di non concretare in quanto convinto che lo stesso spalto naturale potesse costituire una valida difesa e che comunque fosse sufficientemente protetto dalle batterie poste lungo la cinta magistrale e in opere campali.
Immediatamente dopo la battaglia, il 15 maggio 1848, Radetzky ordinò quindi la costruzione di sette ridotte (di sola terra) da disporre a destra d'Adige, lungo il margine del rideau, il terrazzamento naturale arcuato che domina la spianata che anticipa la città veneta. Esse formarono la linea del primo campo trincerato: a est è connesso all'Adige presso Tombetta (Basso Acquar, Campo del Matto), segue poi il ciglione fino a San Massimo, infine declina verso la spianata, in direzione dell'esistente forte San Procolo, dove si conclude.

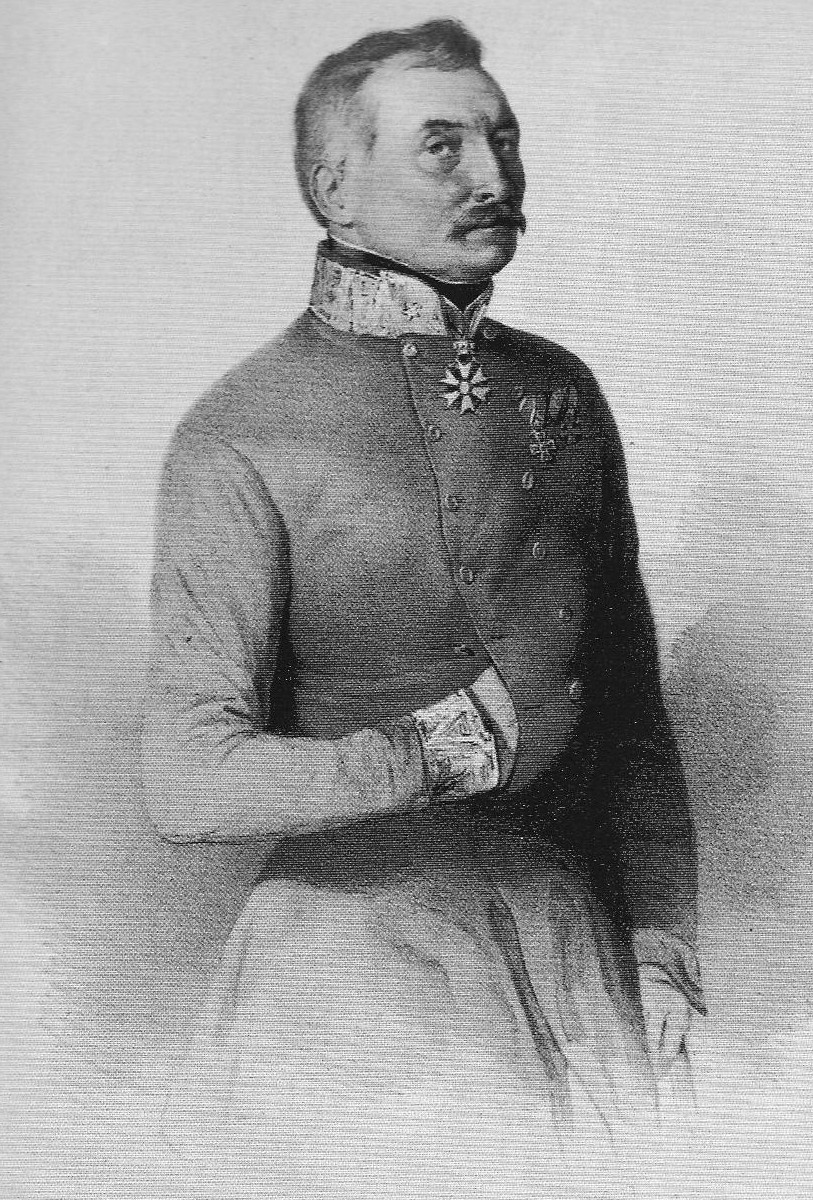
Johann von Hlavaty, direttore del k.k. Genie-Direktion Verona e progettista dei primi forti del campo trincerato di pianura

Il disegno delle ridotte poligonali in terra fu predisposto per la successiva costruzione, al loro interno, di torri a prova di bomba, annesse al fronte di gola. Le ridotte furono ultimate alla fine del 1848, mentre le torri casamattate, a tracciato circolare, furono costruite nel 1849 all'interno delle ridotte Radetzky (o forte San Zeno), d'Aspre (o forte Fenilone), Wratislaw (o forte Palio), Clam (o forte Porta Nuova), che si trasformarono così in vere e proprie fortificazioni distaccate; nel medesimo periodo si edificò la torre isolata Culoz (o torre Tombetta), presso l'ansa discendente dell'Adige, davanti all'omonimo abitato. Il progetto di questi primi forti del campo trincerato – le cui opere furono intitolate ai comandanti che si erano distinti durante la battaglia di Santa Lucia – si deve al direttore del genio von Hlavaty, al quale successe nel 1850 Conrad Petrasch.
Tra il 1850 e il 1852 gli austriaci ripresero i lavori di potenziamento. Si completò il primo campo trincerato estendendolo sulle ali in modo da agganciarlo, a monte e a valle, alla riva destra dell'Adige: sul ciglione, davanti a Chievo, furono costruiti i forti Chievo e della Croce Bianca; sul ciglione di Santa Caterina il grande forte Santa Caterina, opera divenuta fondamentale a seguito della costruzione dell'alto rilevato della ferrovia Ferdinandea, nel 1849, che aveva definitivamente limitato l'azione del forte Gazometro e delle artiglierie poste sulla cinta magistrale. Tra il 1854 e il 1856, sulla riva sinistra, il campo trincerato venne completato dal forte San Michele, presso Madonna di Campagna, a cavallo della strada per Vicenza, e dalla postazione campale annessa al medievale castello di Montorio Veronese.

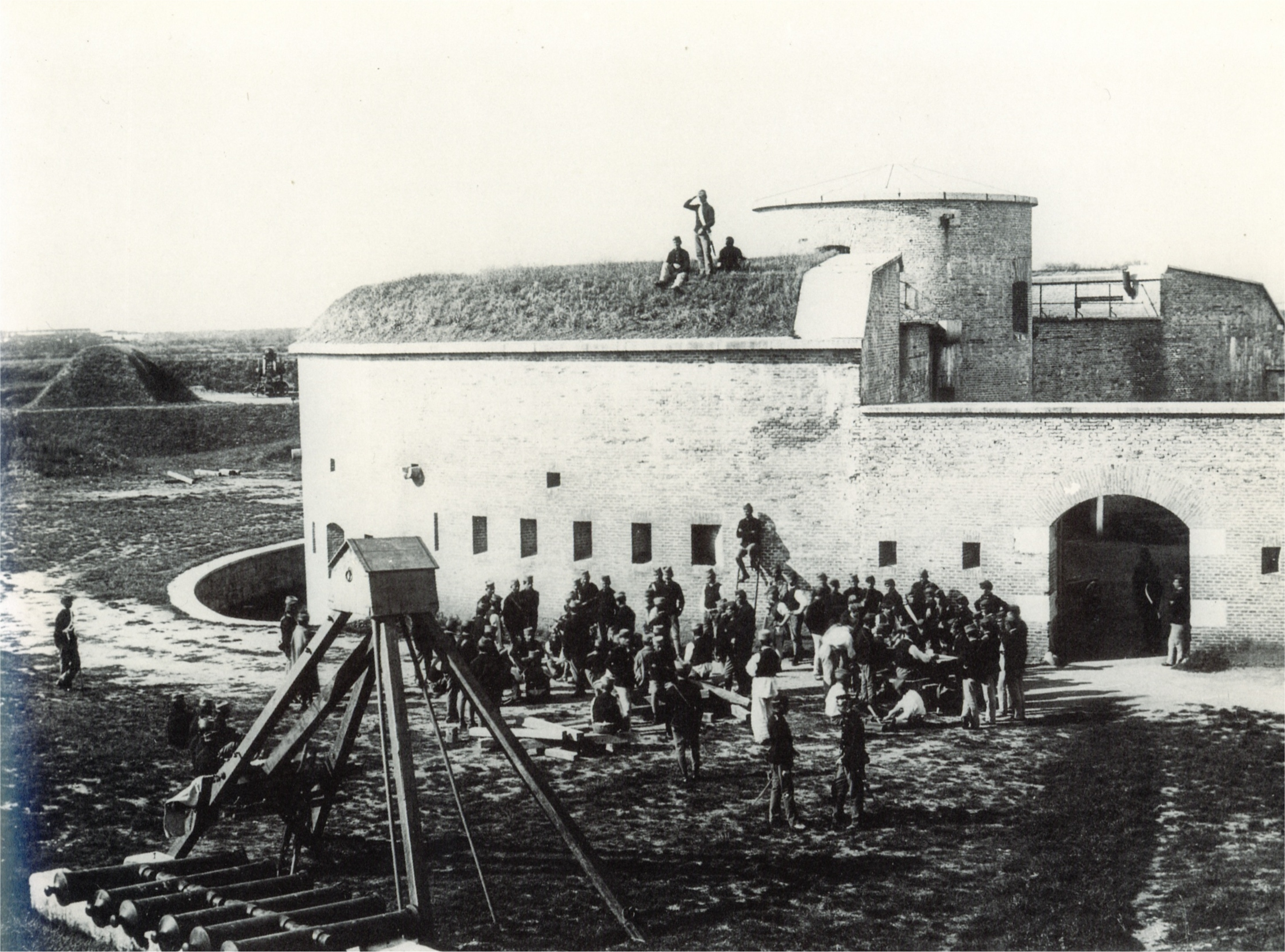
Forte Porta Nuova a seguito dell'ultimazione delle opere permanenti, nel 1849

Sulla destra d'Adige, gli undici nuovi forti distavano dalla cinta magistrale tra gli 800/1000 m e i 2300/2400 m, secondo la posizione obbligata dalla linea naturale del rideau e delle nuove strade ferrate per Venezia e Brescia, per Mantova e successivamente per il Trentino; l'intervallo tra l'uno e l'altro misurava mediamente 800/1000 m. Sulla sinistra d'Adige, dove fu realizzato una sola fortificazione, il forte San Michele distava da porta Vescovo 3200 m; la sua posizione era collaterale all'altura fortificata di Montorio e con essa faceva sistema. Era tenuta, inoltre, la necessaria distanza di rispetto dal retrostante borgo di San Michele extra moenia.
Conclusa la seconda guerra d'indipendenza italiana, con l'armistizio di Villafranca dell'11 luglio 1859, alcuni forti del rideau furono poi completati con organi per la difesa ravvicinata: muri distaccati alla Carnot, caponiere e muri di chiusura del fronte di gola. I lavori interessano i forti San Zeno, San Massimo, Fenilone, Palio, Porta Nuova. Nello stesso tempo i comandanti militari asburgici cominciarono a valutare la necessità di una nuova linea, più avanzata, di forti distaccati, per far fronte all'aumento di gittata delle nuove artiglierie ad anima rigata, già impiegate sul campo di battaglia.

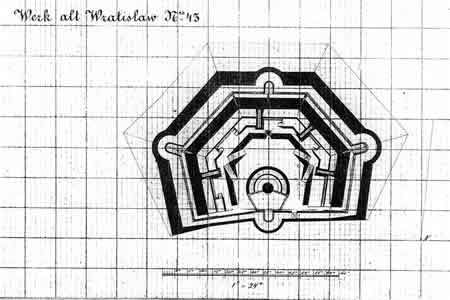
Planimetria di forte Palio del 1865, dove si distinguono il muro alla Carnot e le tre caponiere del 1859

Anche i forti del primo campo trincerato appartengono, come quelli progettati da von Scholl, al nuovo sistema poligonale misto della scuola fortificatoria neotedesca, sperimentato dopo il 1820 nei cantieri delle piazzeforti federali, sul Reno e sul Danubio. I forti erano costituiti dal terrapieno a impianto poligonale, predisposto per le artiglierie in barbetta, difeso all'esterno dal muro distaccato alla Carnot, con le caponiere per la difesa ravvicinata, e dall'antistante fosso asciutto. All'interno dell'opera, in posizione centrale, si ergeva il ridotto casamattato, la cui pianta poteva variare e articolarsi secondo le specifiche funzioni difensive. Il limite irregolare del campo trincerato, discontinuo ma perfettamente chiuso dall'incrocio dei tiri d'artiglieria, era fissato dal terrazzamento di origine alluvionale e da considerazioni geometriche. L'irregolarità del terreno si rifletteva sia sulla disposizione nello spazio campestre delle singole opere, sia sulla loro configurazione planimetrica, entrambe condizionate dal reciproco fiancheggiamento e dall'efficacia dell'azione offensiva.
Grazie a questo articolato sistema, la piazzaforte di Verona divenne in grado di resistere a un assedio regolare e a fungere, come da volontà di Radetzky, da «piazza di manovra e di deposito». Nello spazio del campo trincerato l'armata austriaca avrebbe infatti trovato sicura protezione nelle manovre di ripiegamento, avendo poi la possibilità di riprendere l'azione offensiva. Inoltre, l'abitato fu sottratto al bombardamento, così fu possibile inserire all'interno del nucleo urbano attrezzature logistiche secondo un piano di sistemazione urbana a grande scala condotto da Conrad Petrasch.

### Costruzione del secondo campo trincerato di pianura
Dopo la sconfitta del 1859 e la successiva pace di Zurigo del 10 novembre 1859, il sistema fortificato del Quadrilatero assumeva importanza vitale per la sicurezza dei residui domini asburgici in Italia: infatti, a seguito alla cessione della Lombardia al Regno di Sardegna, la frontiera dello Stato venne a coincidere con la linea del Mincio, ossia proprio con il fronte occidentale del Quadrilatero. La costituzione del Regno d'Italia nel 1861 e la non celata aspirazione ad annettere anche il Veneto rese necessario, per i comandanti austriaci, pianificare la difesa secondo un disegno strategico di dimensione regionale.

Forte Monte Folaga, facente parte delle fortificazioni collinari di Pastrengo, con le postazioni d'artiglieria in barbetta attive

Le stesse fortificazioni del Quadrilatero furono coordinate in un sistema più ampio che si estendeva da Venezia, imponente piazzaforte terrestre e marittima, a Rovigo, formidabile testa di ponte offensiva sul basso Adige, caratterizzata dalla presenza di quattro forti costruiti tra il 1862 e il 1863. Lo stesso Quadrilatero era stato integrato e ampliato con una doppia testa di ponte sul fiume Po, a Borgoforte, per un totale di altri quattro forti costruiti negli anni 1860-1861, con le fortificazioni collinari di Pastrengo, per costituire una testa di ponte sulla destra d'Adige, con complessivi quattro forti costruiti nel 1861, e infine con il sistema di sbarramento della Chiusa Veneta allo sbocco della valle atesina, che era già stato munito tra il 1849 e il 1852, con la tagliata stradale e i tre forti situati sui dominanti dintorni rocciosi.
Oltre al riassetto politico e militare del territorio, bisognò tener conto delle straordinarie innovazioni tecnologiche negli armamenti e nei mezzi, ad esempio con l'avvento sui campi di battaglia delle artiglierie a retrocarica e con anima rigata: ideate dal generale piemontese Giovanni Cavalli, furono immediatamente adottate dall'Esercito francese e poco dopo dal neonato Regio Esercito, imponendo una profonda revisione nell'assetto delle piazzeforti e nell'ordinamento costruttivo delle singole opere fortificate. Ciò avveniva a causa della maggiore gittata delle bocche da fuoco (che potevano raggiungere i 4500-6000 m), del notevole aumento di precisione nel tiro e dell'accresciuta potenza di penetrazione ed esplosiva dei proiettili cilindrico-ogivali.

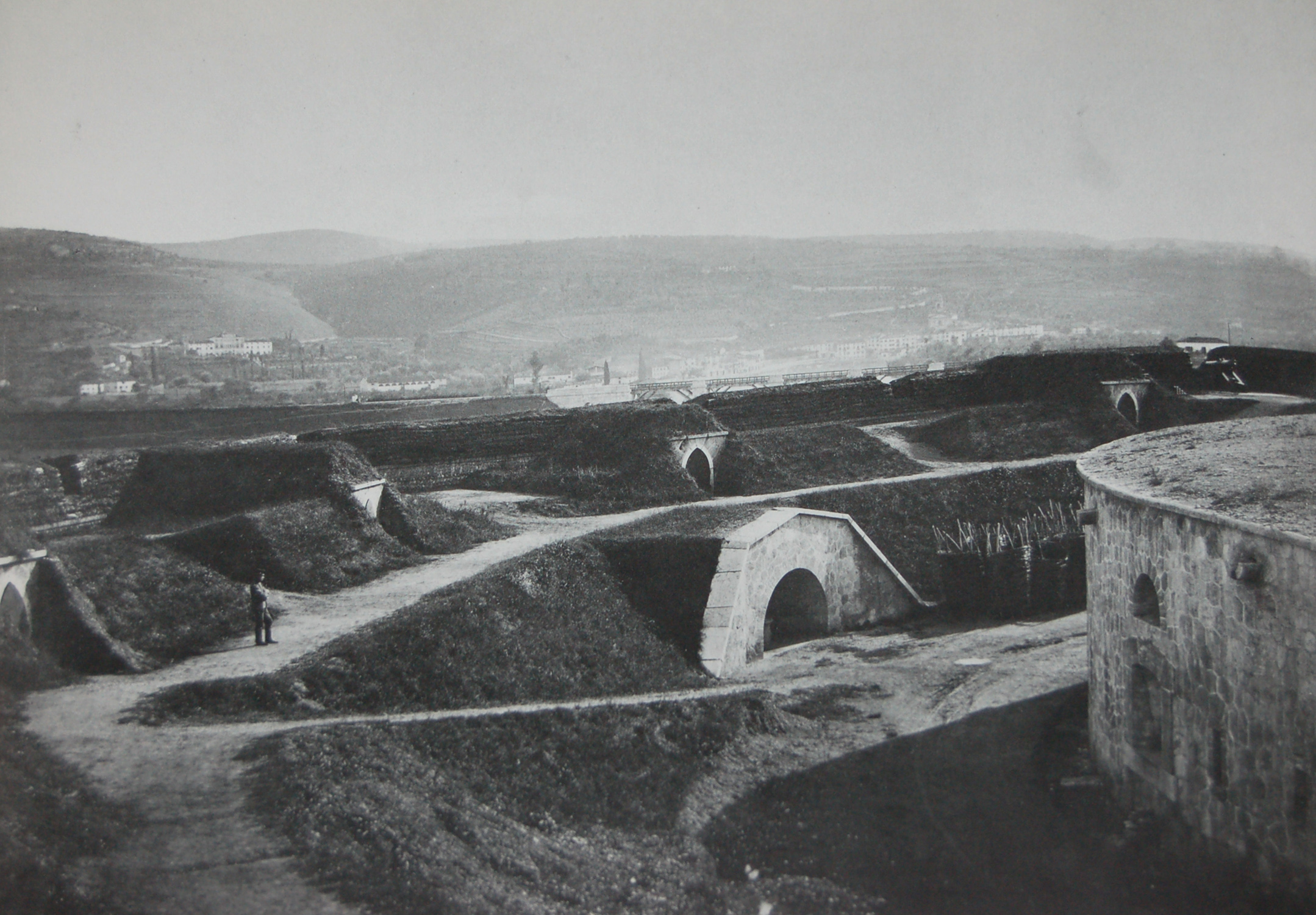
Forte Parona, edificato sulla riva destra per presidiare il nuovo ponte ferroviario

Per proteggere Verona, la principale piazza di deposito e di manovra del Quadrilatero, il campo trincerato del rideau divenne pertanto insufficiente, in quanto in parte incompleto e soprattutto troppo vicino alla cinta magistrale rispetto alla gittata delle nuove artiglierie. Subito dopo la guerra, ancora nel 1859, si cominciò a mettere mano a un'ulteriore estensione del campo trincerato, alle estremità della linea fortificata già esistente: sulla riva destra dell'Adige, a nord-ovest, fu edificato il forte Parona, a presidiare il nuovo ponte ferroviario di Parona; a nord-est, sul colle di Montorio presso l'antico castello scaligero e già durante la guerra, furono disposte batterie provvisorie per completare la difesa del settore orientale: in seguito la fortificazione fu resa definitiva e prese il nome di forte Preara, coadiuvata dal forte San Michele. Queste estensioni fortificatorie preludevano al definitivo ampliamento del campo trincerato con una nuova linea più avanzata a forti distaccati, per sottrarre al bombardamento d'artiglieria il corpo di piazza, con i suoi fondamentali stabilimenti militari, opifici e caserme, nonché la stessa comunità civile.
Nella primavera 1860 l'arciduca Leopoldo, ispettore generale del genio, presiedette a Verona la commissione riunita per stabilire la disposizione dei nuovi forti distaccati, che avrebbero dovuto formare la linea più avanzata del campo trincerato. Sul fronte principale della piazzaforte, a destra d'Adige, la nuova linea fortificata si dispiegava su un tracciato lungo 15 km. A nord iniziava, sull'Adige, con il forte Parona in costruzione e comprendeva il forte Chievo, preesistente; poi disegnava nella pianura un grande arco avanzato, alla distanza media di 3500-3800 m dalla cinta magistrale. Su di esso, a intervalli di 2000-2700 m, si stabilì la costruzione di quattro forti, situati rispettivamente davanti a San Massimo (forte Lugagnano), davanti a Santa Lucia (forte Dossobuono), sulla strada per Azzano (forte Azzano) e davanti a Tomba-San Giacomo (forte Tomba). A sud-est si individuò inoltre la quinta posizione da fortificare presso la riva dell'Adige, a Cà Vecchia, dove fu successivamente edificato l'omonimo forte, durante la terza guerra d'indipendenza italiana (1866). Si decise inoltre di rafforzare il settore orientale, di riva sinistra, con una nuova opera sul colle di Montorio (il citato forte Preara) e con l'adattamento del castello scaligero per le numerose postazioni d'artiglieria da fortezza. Si individuò infine una posizione intermedia in pianura tra il forte San Michele e il colle di Montorio, dove fu eretto nel 1866 il forte Cà Bellina.
Nel piano delineato dall'arciduca Leopoldo, con il direttore del genio e il comandante dell'artiglieria, Verona raggiunse la sua massima estensione di città fortificata, alla fine di una lunga evoluzione durata quasi duemila anni.

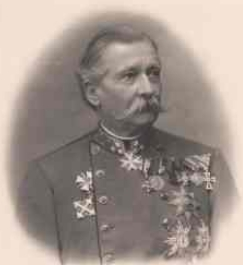
Daniel von Salis-Soglio, progettista dei quattro forti distaccati di riva destra

I forti del campo trincerato di riva destra furono costruiti secondo un modello unico, adattabile alle diverse posizioni e agli specifici compiti difensivi di combattimento. Il progetto guida, definito a Vienna dalla General Genie Inspection, deriva direttamente dai disegni elaborati dal capitano Daniel von Salis-Soglio, in servizio alla k.k. Genie-Direktion Verona. Il capitano, che nel 1861 aveva progettato e diretto i lavori dei quattro forti della testa di ponte di Pastrengo e che aveva da poco iniziato i lavori del forte Parona, aveva tenuto conto per quest'ultima serie di fortificazioni di un progetto delineato nel 1855 dal suo predecessore generale Petrasch. Von Salis-Soglio, che divenne uno dei più illustri architetti militari europei del secondo Ottocento, diede la prima prova del suo talento tecnico e artistico proprio a Verona, nei quattro forti del secondo campo trincerato di riva destra, progettati ed edificati in un solo anno: al vasto cantiere, concluso nella primavera del 1861, lavorarono giornalmente sino a 13000 operai, con il capitano austriaco che coordinava il gruppo dei progettisti esecutivi e i direttori dei lavori, composto da otto ufficiali del Genio; egli stesso diresse il cantiere del forte Lugagnano.
I quattro forti di von Salis (Lugagnano, Dossobuono, Azzano e Tomba) riassunsero l'essenza del sistema di fortificazione poligonale austro-prussiano; qui la scuola fortificatoria neotedesca raggiunse un risultato di eccellenza e, oltretutto, vi nacquero nel 1866 i prototipi della nuova fortificazione con le opere del tenente colonnello Andreas Tunkler, che già aveva operato insieme a von Salis-Soglio nell'ideazione di questa nuova cerchia difensiva.

### Completamento del secondo campo trincerato di pianura
Nell'imminenza della terza guerra d'indipendenza italiana, Verona era ormai una delle più vaste e sicure piazzeforti dell'Impero asburgico ed era dotata delle più moderne attrezzature logistiche, collegata con un'efficiente rete ferroviaria alle altre piazzeforti del sistema difensivo veneto, nonché al centro dell'Impero, tanto che il suo caso divenne celebre in tutta Europa.

Ingegneri della k.k. Genie-Direktion Verona: al centro (probabilmente) Andreas Tunkler, illustre membro e autore di una nuova tipologia di fortificazioni, sperimentate a Verona

Il 22 aprile 1866, pochi giorni dopo la conclusione dell'alleanza tra Prussia e il neonato Regno d'Italia, il distaccamento del genio presso l'alto comando d'armata decretò a Verona la preparazione dello stato di difesa in tutte le piazzeforti del Veneto. Si decise quindi di dotare le opere di fortificazione permanente di opere complementari, allo scopo di aumentare la capacità di resistenza, la sicurezza e l'efficacia dell'azione di combattimento. Costruiti con terra battuta, legnami, gabbioni di vimini e altri materiali deperibili, tali provvedimenti riguardarono le postazioni di artiglieria dei forti esistenti, dove furono rafforzati i parapetti e costruiti i merloni, le piazzole, dove si realizzarono ricoveri terrapienati per i serventi dell'artiglieria e per i rifornimenti delle polveri, le polveriere stesse, che furono irrobustite con spessori di terra battuta, l'esterno delle fortificazioni, dove si apprestarono ostacoli passivi, come recinti di robusti pali acuminati e alberi tagliati con i rami rivolti verso il nemico. Inoltre, nei forti esterni si costruirono nuovi ricoveri per uomini e animali da traino, con strutture lignee blindate. Infine, tra i forti del campo trincerato, gli intervalli furono integrati con batterie campali intermedie. Il tutto era stato in gran parte ultimato all'inizio delle ostilità, il 23 giugno 1866, per cui Verona e le piazzeforti del Quadrilatero erano pronte a sostenere un attacco nemico.
A Verona, in particolare, si integrò la prima linea del campo trincerato mediante la realizzazione di grandi batterie campali erette negli intervalli tra i forti di cintura, alcune delle quali presero il nome delle vicine corti rurali: sulla riva destra, dal forte Lugagnano all'Adige, le batterie Fenilone, Martinelli, Torcolo, Legnago, Palazzina e Sant'Andrea; sulla riva sinistra le batterie Casotte e Sandri, situate tra il forte San Michele e l'ansa fluviale di San Pancrazio.
A questi dispositivi per la preparazione della difesa si aggiunsero interventi straordinari, di completamento della linea avanzata del campo trincerato, per colmare le lacune dello schieramento. Sulle posizioni già individuate e stabilite dalla commissione presieduta dall'arciduca Leopoldo nel grande piano fortificatorio del 1860, furono eretti due grandi forti: il primo, il forte di Cà Vecchia, a chiudere la linea avanzata presso la riva destra dell'Adige; il secondo, il forte Cà Bellina, sulla riva sinistra, a consolidare il fronte orientale tra il forte San Michele e il colle di Montorio. I progetti furono elaborati con straordinaria celerità da Tunkler, che nella seconda metà dell'Ottocento era ritenuto uno dei più illustri operatori del corpo del genio in Europa, anche per via della ragguardevole attività scientifica e tecnica come trattatista delle fortificazioni, presso l'Accademia asburgica di Kloster Bruck.
Tunkler, il cui nome è scolpito all'interno della provianda di Santa Marta, fu l'ultimo grande architetto militare nella storia di Verona fortificata. Data l'urgenza, previde la costruzione di due forti in stile semipermanente, ossia costituiti da opere di terra, di legname e con il minimo impiego di murature; furono tuttavia disegnati in modo che, ristabilita la pace, potessero essere completati, in stile permanente, con le opere murarie: rivestimenti di scarpa attorno ai terrapieni, poterne voltate, caponiere e traverse casamattate, ricoveri e polveriere a prova di bomba. I lavori, ultimati il 23 maggio 1866, vennero condotti con grande celerità e conclusi completamente verso la metà di agosto, quando ormai l'armistizio era già stato firmato.
Tunkler fu comunque insignito della Croce di Cavaliere dell'Ordine di Leopoldo per la straordinaria impresa edificatoria di cantiere e per la progettazione di due forti considerati come modelli per le fortificazioni contemporanee, da cui ebbe origine il forte "tipo Tunkler", applicato nelle nuove difese permanenti delle principali piazzeforti europee del secondo Ottocento, particolarmente in Prussia, e adeguati all'evoluzione tecnologica delle perfezionate artiglierie campali a retrocarica. Queste due realizzazioni di speciale significato tecnico e storico, tuttavia, sono andate perdute proprio a causa dell'utilizzo di materiale deperibile e dell'abbandono della trasformazione in forti permanenti, causata dall'annessione del Veneto al Regno d'Italia.

### Consegna della piazzaforte al Regno d'Italia

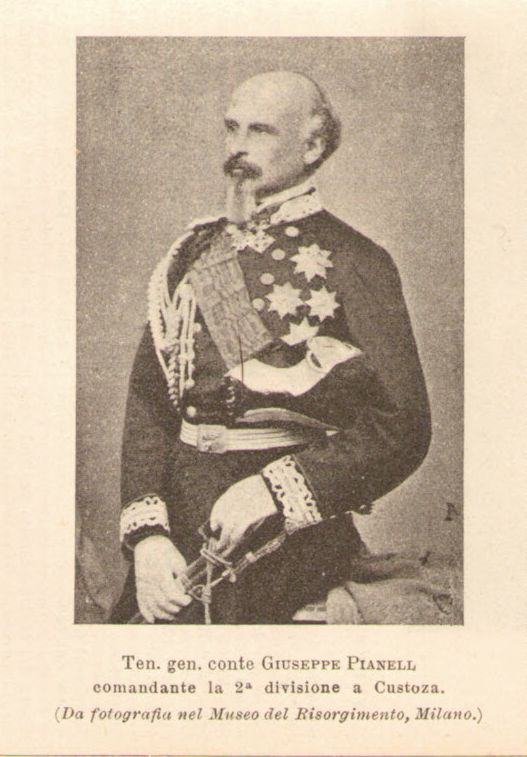
Il generale Pianell, tra i principali promotori della conservazione della piazzaforte veronese

Il Veneto, al termine della campagna del 1866, non passò immediatamente in mani italiane, ma rimase sotto il governo austriaco ancora per qualche tempo. Prima di abbandonare gli uffici della k.k. Genie-Direktion Verona, l'esercito asburgico ebbe pertanto l'opportunità di prelevare tutta la documentazione relativa alle opere militari, che giunse a Vienna con un convoglio ferroviario.
La piazzaforte di Verona e il resto del Veneto e del mantovano furono consegnati al governo italiano tramite la mediazione del generale francese Edmond Le Bœuf: egli fece tappa nella città scaligera e, nel breve intermezzo che precedette il definitivo passaggio al Regno d'Italia, commissionò l'esecuzione di rilievi delle fortificazioni più recenti, in particolare quelle progettate da Tunkler. Quasi sicuramente l'ingegnere Henri Alexis Brialmont, a quel tempo capo della scuola fortificatoria francese e impegnato nella realizzazione del campo trincerato di Anversa, ebbe modo di esaminare questi studi; egli, infatti, descrisse i forti di Cà Vecchia e di Cà Bellina nella sua pubblicazione in due volumi La fortification à fossés secs, in cui elogiò alcune soluzione progettuali adottate da Tunkler, che poi riprese nella realizzazione dei forti parigini di Haute Bruyères e di Montretout.
Passata al Regno d'Italia il 15 ottobre 1866, la piazzaforte di Verona, seppure meno guarnita e armata di artiglierie ormai obsolete, fu tenuta in perfetta efficienza fino alla fine del secolo. Fu in particolare il generale Giuseppe Salvatore Pianell, che dopo la terza guerra d'indipendenza terminò la sua carriera a Verona, a farsi promotore della conservazione integrale delle opere militari, mentre altre voci cominciarono a polemizzare sulla effettiva validità della piazzaforte veronese e dell'intero Quadrilatero: alla fine una commissione militare, presieduta dallo stesso Pianell, lì dichiarò ancora validi sia dal punto di vista tecnico sia da quello strategico.

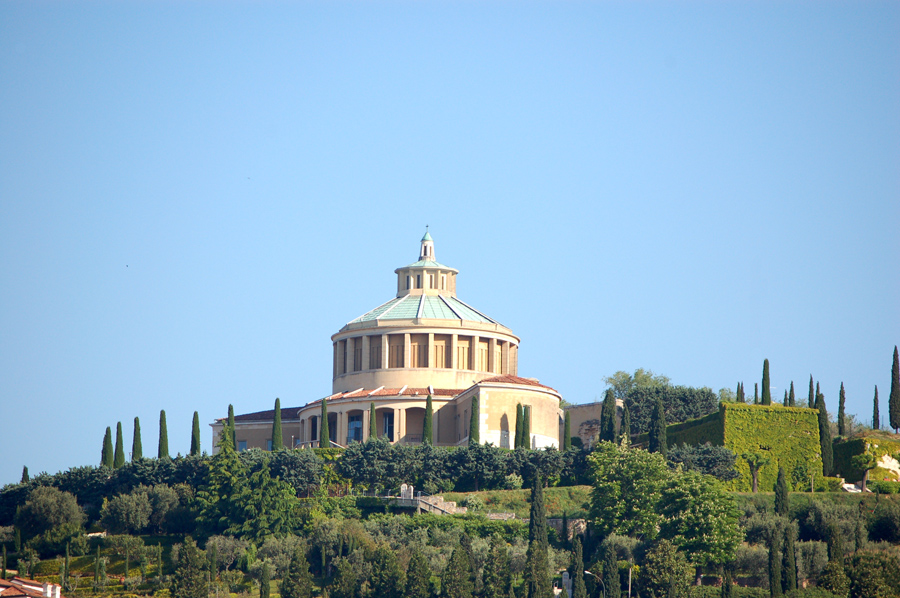
L'ex forte San Leonardo, concesso nel 1952 dal demanio militare alla congregazione degli Stimmatini, che lo riadattò a santuario

Nel corso degli anni, tuttavia, in prossimità della frontiera con l'Impero austro-ungarico furono approntate nuove e moderne fortificazioni progettate da Brialmont e da ingegneri militari italiani. Nell'ultimo decennio dell'Ottocento, inoltre, gli eserciti adottarono la polvere da sparo infume al posto di quella nera: granate sempre più dirompenti e artiglierie con gittata migliorata finirono per rendere inidonee le difese della città, ormai troppo ravvicinate. A questo punto la fortezza di Verona fu declassata a struttura di seconda linea.
Durante la prima guerra mondiale le opere non furono armate, ma utilizzate semplicemente come depositi o come tappa per il transito e il riposo delle truppe dirette al fronte italiano. In seguito, per la maggior parte, sono state abbandonate dalle autorità militari, e alcune sono state manomesse o perfino demolite: ciononostante, dei trentuno forti edificati a Verona nell'Ottocento, diciannove sono ancora esistenti.

## Logistica

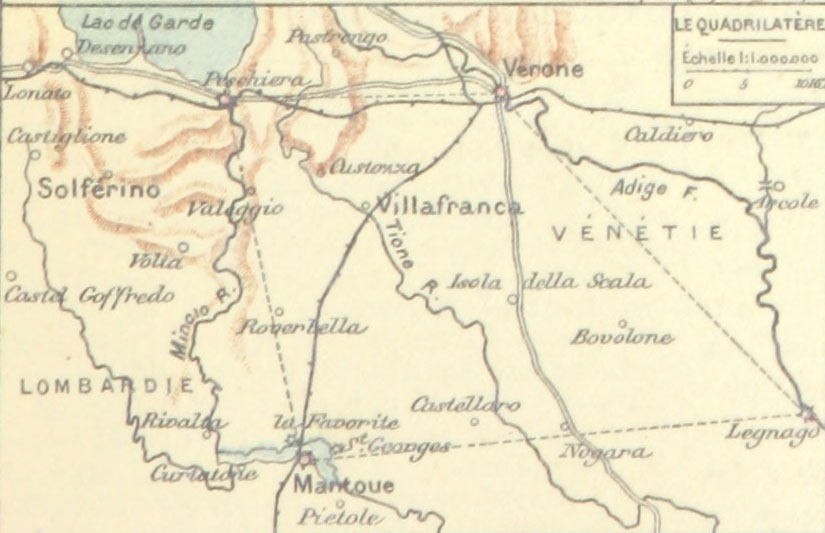
Cartografia del 1888, indicante le fortezze del Quadrilatero

Tra la metà degli anni 1830 e il 1866, nel nucleo urbano di Verona si attuò un piano di progressivo inserimento di edifici e stabilimenti militari, destinati alle varie attività ed esigenze logistiche dell'esercito asburgico, per via della funzione strategica che il feldmaresciallo Radetzky aveva attribuito alla città. Inoltre, dopo la guerra del 1848-1849, Verona divenne centro vitale del dispositivo fortificatorio del Quadrilatero: alle tre piazzeforti avanzate di Peschiera, Mantova e Legnago competevano le funzioni operative di combattimento, come piazzeforti di manovra, mentre la città scaligera, oltre alla funzione di piazzaforte di manovra, svolgeva il ruolo di piazzaforte di deposito, in quanto il suo assetto fortificatorio garantiva all'armata austriaca una base d'appoggio per ripiegamenti tattici, ritorni offensivi e manovre di guerra. Infine, la posizione geografica della città, in diretto collegamento stradale e ferroviario con il centro della monarchia asburgica, e la sua posizione nel teatro di guerra, protetta dalle altre piazzeforti avanzate del Quadrilatero, conferivano a Verona le caratteristiche speciali necessarie a ergersi a piazzaforte di deposito.

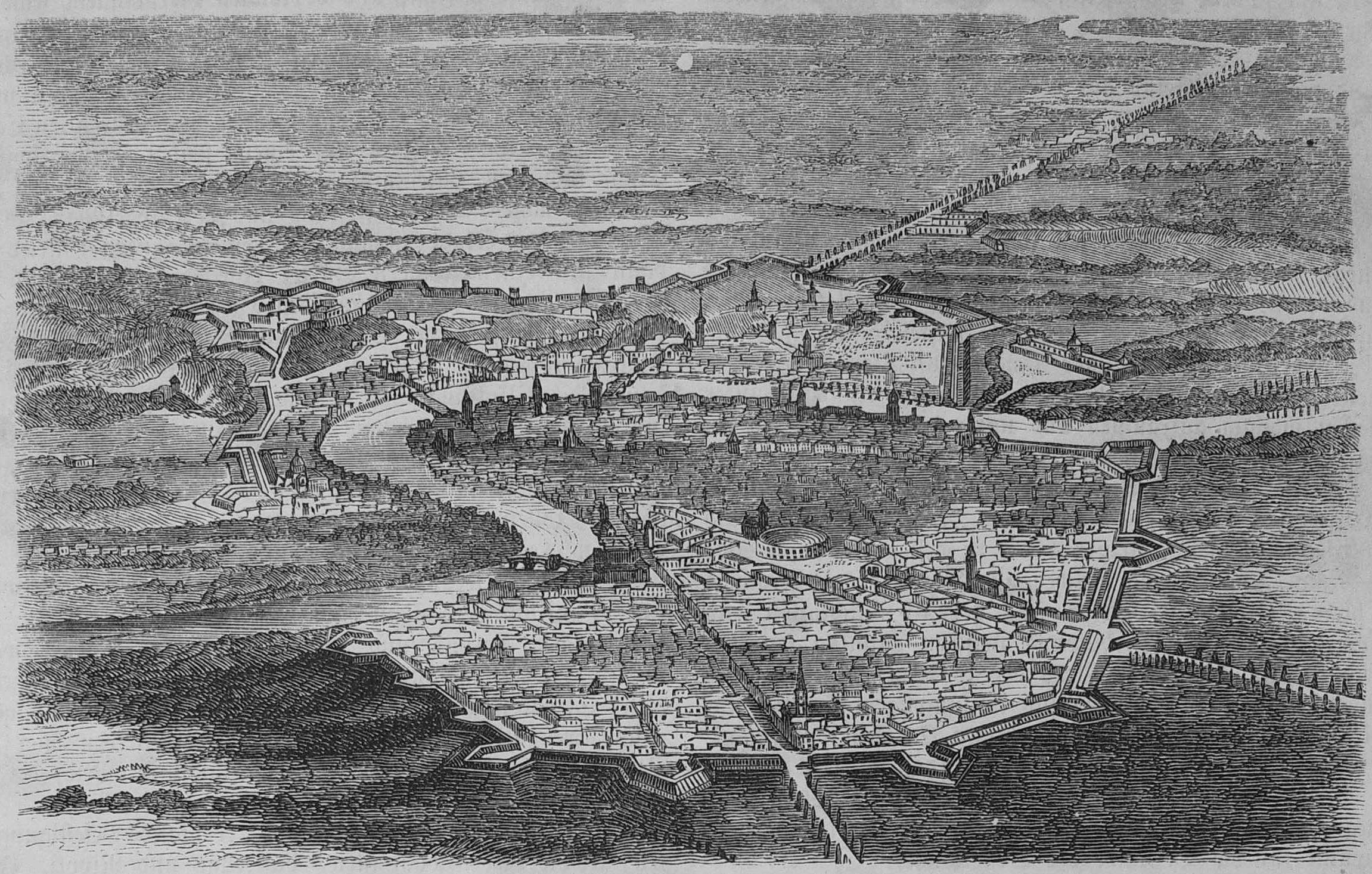
Vista a volo d'uccello del 1866 di Verona

Viste le funzioni e la rilevanza assunte dalla piazzaforte, vi furono trasferiti diversi organi: in particolare, dopo il 1849, vi fu dislocata da Milano la sede operativa dell'Imperial regio governo civile e militare, cosicché Radetzky, che fino al 1857 fu comandante generale delle truppe stanziate nel Lombardo-Veneto, fu ospitato in palazzo Carli; gli uffici del governo, a lungo retti dal maresciallo Ludwig von Benedek, furono invece trasferiti nel convento della chiesa di Sant'Eufemia, dove già in precedenza era presente una caserma. L'Imperial regio comando di città e fortezza, da cui dipendevano sia la guarnigione sia le opere di fortificazione, fu sistemato nella sede definitiva della Gran Guardia Nuova, un imponente e severo palazzo neoclassico situato nella centrale piazza Bra, a rivaleggiare tra la Gran Guardia Vecchia e l'anfiteatro romano. Tale struttura era stata appositamente realizzata e commissionata all'architetto e ingegnere Giuseppe Barbieri; il cantiere, seguito in un secondo momento da Francesco Ronzani, iniziò nel 1836 e terminò solo dopo la morte del progettista, nel 1843.
Visto il suo ruolo, si conferì a Verona un curato apparato fortificato, tale da non essere soggetta a colpi di mano e da resistere a operazioni di assedio regolare, garantendo inoltre che il nucleo urbano, nel quale furono insediati gli edifici e gli stabilimenti militari, fosse sottratto al bombardamento nemico: necessarie condizioni di sicurezza che furono garantite dalla duplice linea del campo trincerato.

### Articolazione degli edifici e stabilimenti militari

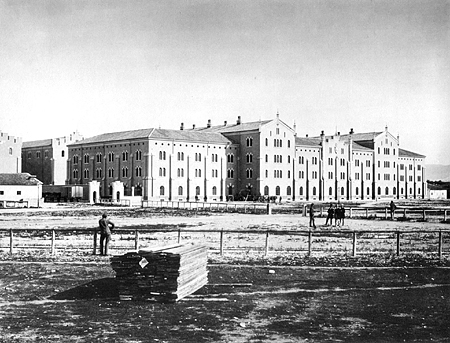
La provianda di Santa Marta, costruita tra il 1863 e il 1865, poteva produrre circa di pane e gallette ogni giorno, impiegando circa operai

All'interno della cinta magistrale, la complessa pianificazione degli edifici e degli stabilimenti militari doveva quindi rispondere a due distinti ordini operativi: il primo riguardava i servizi logistici necessari alla piazzaforte, il secondo quelli logistici funzionali all'armata d'Italia mobilitata per la guerra.
Al momento della guerra del 1866, a difesa della piazzaforte, del corpo di piazza e dei forti esterni, vi era un presidio costituito da ben 13000 soldati, ai quali si aggiungevano 1600 cavalli per le varie esigenze di mobilità e trasporto e una dotazione complessiva di oltre 500 bocche da fuoco, che necessitavano di caserme per l'acquartieramento dei militari, stabilimenti e magazzini per produrre e custodire le munizioni, nonché tutte le altre dotazioni necessarie alla vita degli uomini, dei quadrupedi e al combattimento. Ulteriori pianificazioni riguardavano poi il secondo ordine operativo appartenente alla piazza di deposito, ossia i servizi logistici di supporto all'armata di campagna: nel 1850 Radetzky stabilì che all'armata d'Italia, sul piede di guerra, fosse conferita la forza di 70000-80000 uomini, ma nel 1859 gli uomini sul campo di battaglia salirono addirittura a 110000, con 384 pezzi d'artiglieria e con diverse migliaia di quadrupedi.

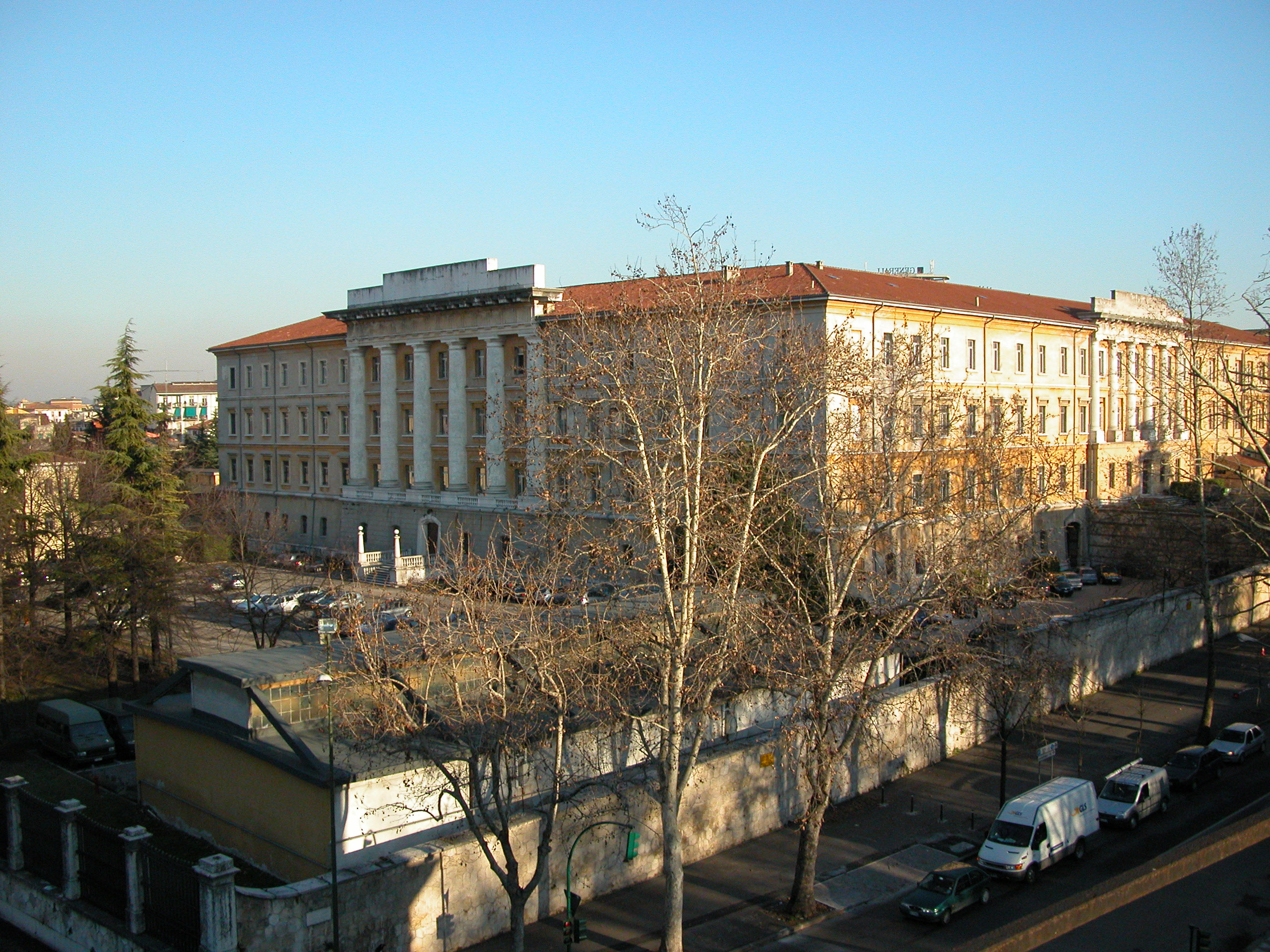
L'ospedale di Santo Spirito, caratterizzato dall'imponente colonnato di ordine gigante che affaccia lungo stradone Porta Palio, era in grado di ospitare fino a pazienti e rispondeva alle più aggiornate regole dell'igiene edilizia e della scienza medica

Seguendo i principi dell'urbanistica militare ottocentesca, si scelse conseguentemente di distinguere gli edifici militari in due classi, ossia gli edifici e gli stabilimenti militari necessari per le esigenze esclusive della piazzaforte e quelli rivolti alle esigenze generali dell'armata, con un servizio di provianda con riserve di grano e fieno rinnovate periodicamente, che era in grado di alimentare l'intero esercito sul campo di battaglia senza gravare la collettività civile con requisizioni o depredazioni.
Nello specifico, per il primo gruppo di priorità si realizzarono: le caserme di fanteria e di cavalleria; gli stabilimenti della provianda con i relativi magazzini e depositi vari per i viveri; gli stabilimenti delle monture, con i relativi magazzini e depositi di vestiario per i soldati e finimenti per i cavalli; edifici e altri stabilimenti per l'artiglieria da fortezza; cantiere delle fortificazioni, nel quale furono custoditi tutti i materiali e le attrezzature per i lavori del genio, relativi magazzini e depositi, con le officine e i locali per la conservazione delle attrezzature antincendio. Ancora, videro la luce l'ospedale di guarnigione, il comando di piazzaforte e la residenza del Comandante con il relativo personale per il comando di piazza, la giustizia militare, il cappellano e il commissario militare; la direzione del genio, con gli uffici per gli ufficiali ingegneri e il personale tecnico edile, e con l'alloggio del direttore; e infine le carceri.

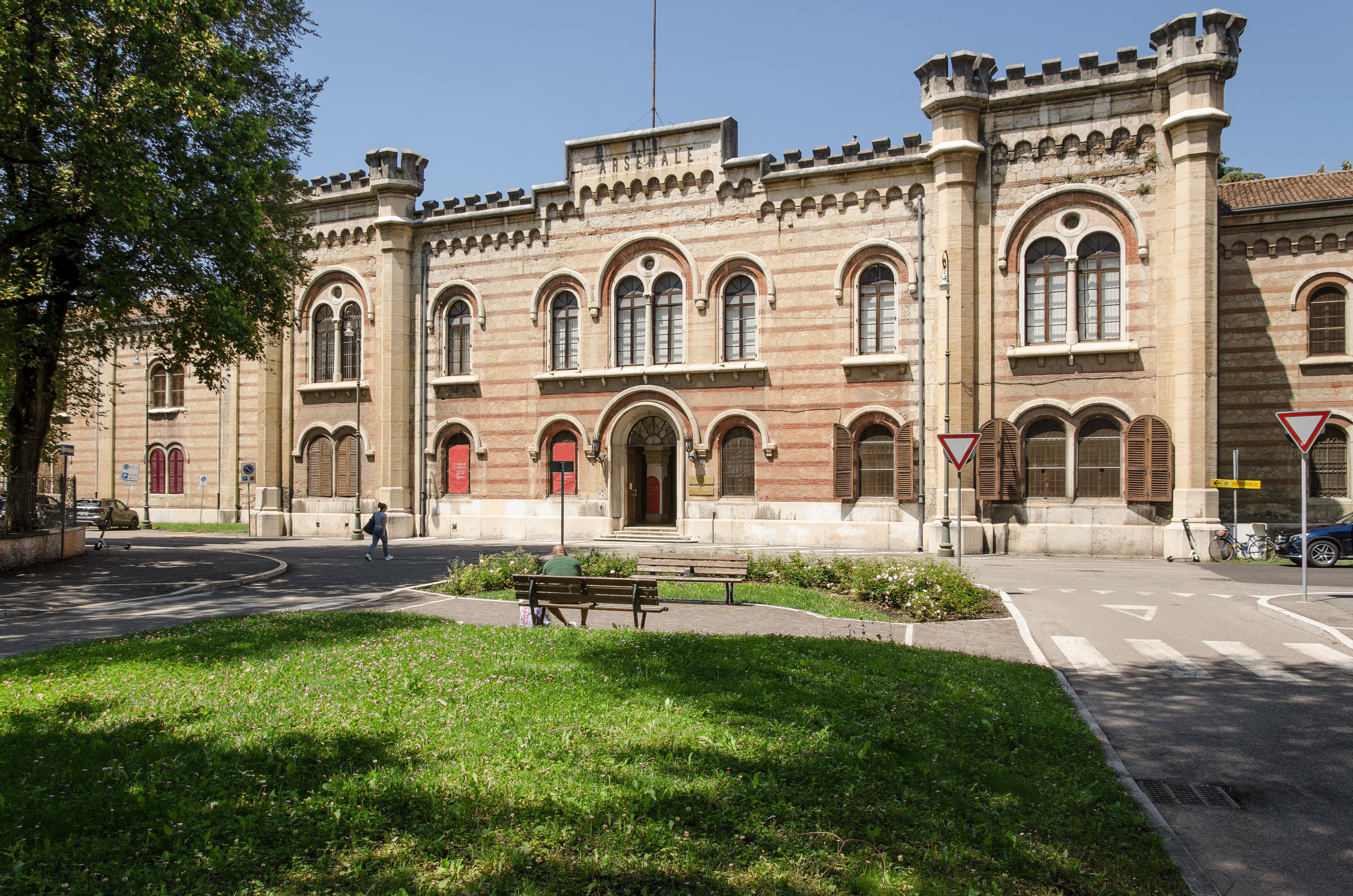
Il padiglione del comando dell'arsenale d'artiglieria della Campagnola: realizzato tra il 1854 e il 1861 su modello di quello viennese, si estese per su cui furono edificati 10 edifici destinati a magazzini e laboratori

Invece, per le esigenze generali dell'armata si ultimarono: uno stabilimento della provianda con riguardo all'approvvigionamento dell'armata in tempo di guerra; edifici e stabilimenti per l'artiglieria da campagna; la caserma dei pionieri, con i magazzini e depositi per gli equipaggiamenti da ponte; i magazzini e depositi per il parco d'artiglieria d'assedio, con le relative attrezzature e materiali, oltre a caserme per le truppe di artiglieria e del genio addette alle operazioni d'assedio; un grande ospedale d'armata; magazzino e deposito per le attrezzature da accompagnamento; grandi arsenali di produzione con fonderie e banchi di trapanatura.
In più di cinquant'anni di dominazione austriaca sono così stati realizzati oltre cinquanta edifici o complessi di edifici, che rappresentano un raro repertorio di un genere di architettura specialistica, con tipi e forme peculiari e con opere di nuovo impianto o ereditate dal passato. Le strutture di maggiori dimensioni, realizzate ex novo – tra cui sono da citare in particolare le caserme del Campone, la caserma Castel San Pietro, l'arsenale di artiglieria della Campagnola, l'ospedale di Santo Spirito e la provianda di Santa Marta – andarono a riempire spazi interposti tra la cortina muraria e il territorio urbanizzato, rimasti vuoti per secoli, o a occupare posizioni di rilievo nel paesaggio urbano, visibili da tutta la città.
Questi edifici, anziché assumere aspetti che potessero simboleggiare la forza della monarchia occupante, andarono a commisurarsi con le preesistenze architettoniche: il genius loci scaligero è andato così a confrontarsi con il Rundbogenstil, con il risultato di ottenere nuovi edifici disegnati nello stile dello storicismo romantico, neoromanico o neogotico. I risultati ottenuti si devono agli operatori dell'Imperiale Regio Ufficio delle Fortificazioni di Verona, colti progettisti che si formarono per la maggior parte alla Genie Akademie di Vienna: costoro si dimostrarono attenti a cogliere le peculiarità del luogo in cui operarono, oltreché conoscitori dell'architettura medievale e rinascimentale veronese, di cui compresero le qualità. Probabilmente il riferimento a elementi del linguaggio cittadino, con risultati tutt'altro che scontati, fu sentito necessario da parte dei progettisti stessi, in quanto tramite la riconoscibilità di questi stilemi si sarebbe sancita l'integrazione delle strutture, altrimenti "straniere".

### Caserme

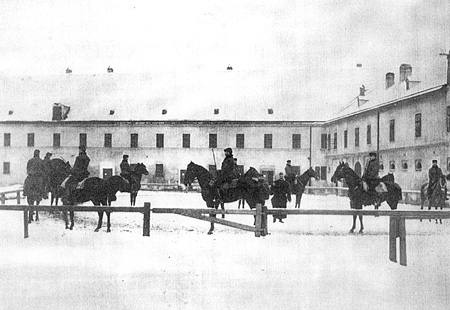
Una delle due caserme del Campone, edificate tra 1844 e 1850, le quali potevano ospitare un migliaio di soldati ciascuna oltre a cavalli

Nell'architettura delle caserme ottocentesche si riconosce l'alto livello tecnico e artistico della progettazione degli ufficiali asburgici: attenti alla funzionalità, alla salubrità degli interni, alla giusta economia nella costruzione, riuscirono comunque ad affermare un carattere figurativo monumentale, della civile rappresentanza, con soluzioni desunte dagli orientamenti stilistici propri del tempo.
Due furono gli interventi di maggior spicco per il loro significato tecnico e artistico. Il primo è il grande complesso erariale del Campone, composto dal corpo di fabbrica dotato di 185 locali per fanteria e da quello di 251 ambienti per cavalleria, che nel 1841 diede l'avvio all'imponente ciclo degli edifici militari asburgici in città; si trattò di un intervento esemplare, che ha il suo diretto antecedente architettonico nelle caserme tardo-settecentesche in stile classico della piazzaforte boema di Theresienstadt.

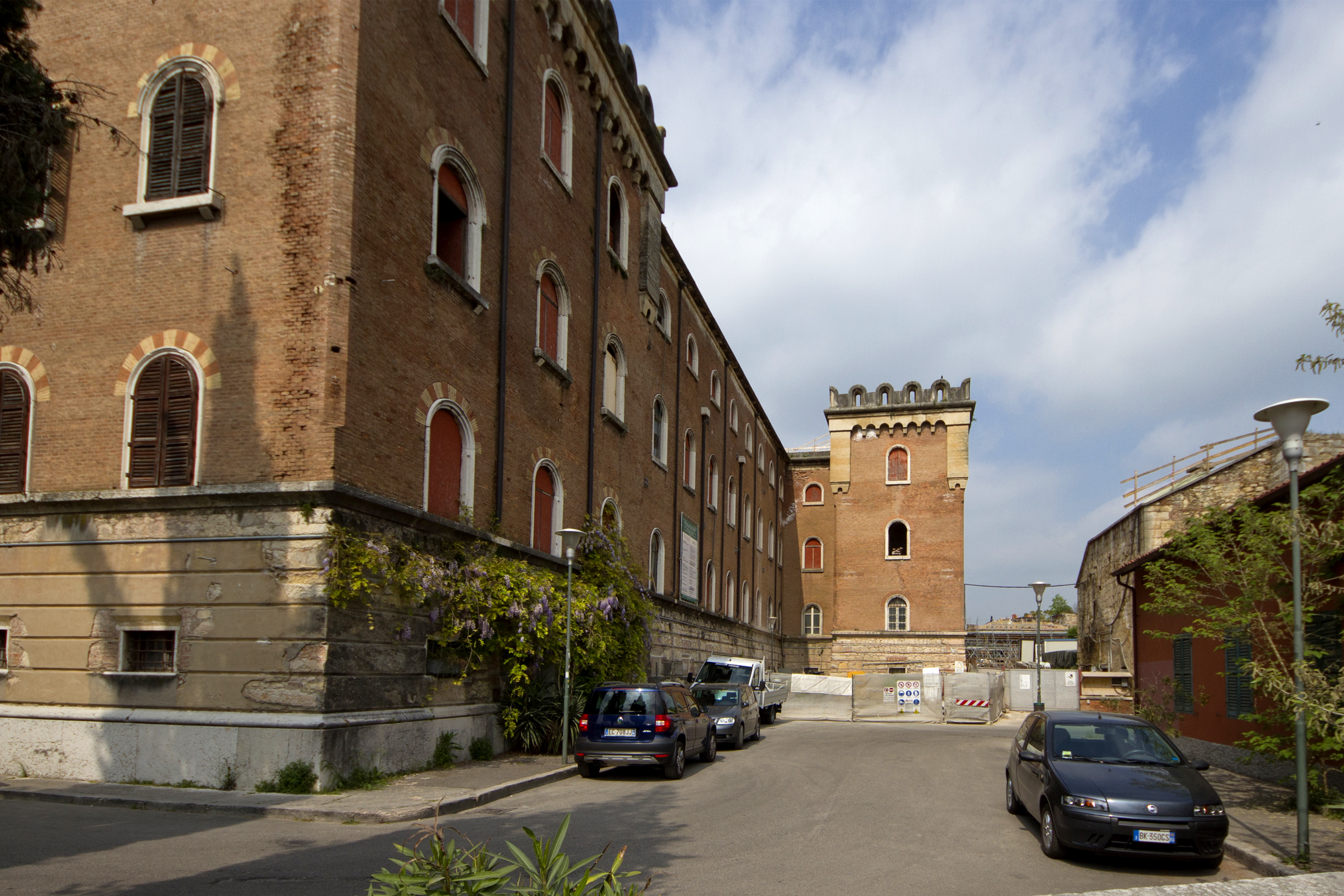
Il fronte posteriore della caserma di Castel San Pietro, contenente ben vasti ambienti

Di singolare interesse è poi la caserma di Castel San Pietro, per fanteria con distaccamento d'artiglieria, edificata tra 1854 e 1856 sui resti del castello visconteo e della chiesa di San Pietro: fu la sua architettura a introdurre a Verona il nuovo stile Rundbogenstil. Situata sull'omonimo colle, la caserma è divenuto un punto di riferimento paesaggistico e, nello stesso tempo, dalla sua copertura merlata a terrazza, è possibile osservare l'intera città fortificata; vista la posizione panoramica, il piazzale antistante fu dotato di 10 pezzi d'artiglieria, che in caso di necessità avrebbero potuto battere l'intera città, come già avvenuto peraltro durante le Pasque veronesi per opera dei napoleonici.
Oltre agli edifici asburgici di nuova costruzione, un cospicuo insieme di caserme è identificabile negli edifici religiosi demanializzati da Napoleone Bonaparte in seguito ai provvedimenti di legge degli anni 1805-1806 e 1810, e destinati all'uso militare. La conversione a caserme e altri servizi per l'esercito francese di tredici chiese e complessi conventuali, permise di far fronte alla nuova dimensione urbanistica della funzione militare, imposta alla città da un grande esercito permanente. Dopo il 1814, i medesimi edifici furono per lo più mantenuti a servizio dell'esercito imperiale, con successivi lavori di adeguamento funzionale, di adattamento o di ampliamento.

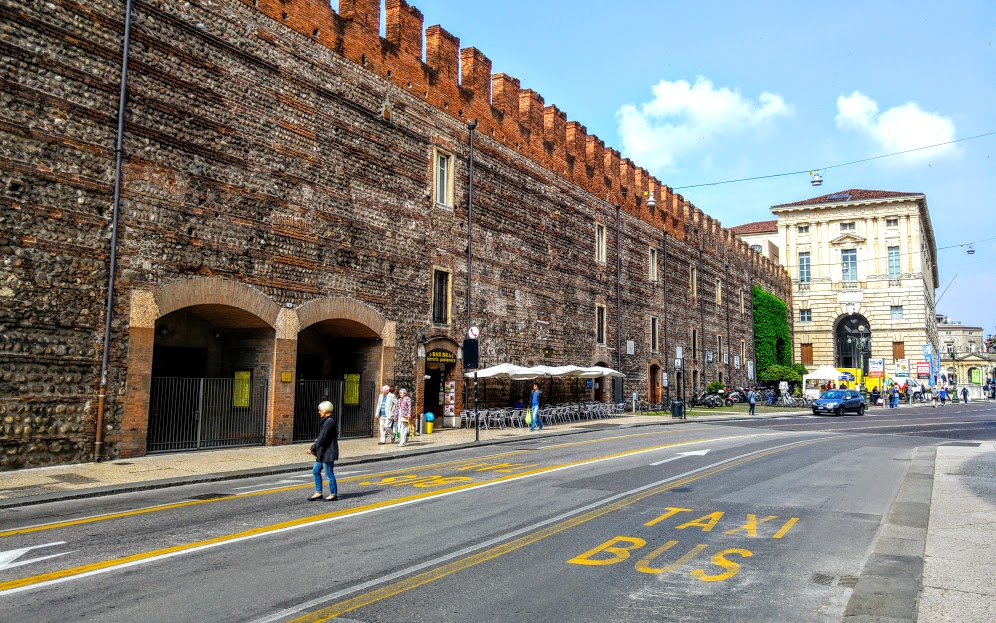
Le mura comunali di Verona, su cui furono costruiti in aderenza degli edifici destinati a contenere caserme militari

Tra gli edifici militari della piazzaforte, spicca un insieme di speciale interesse storico, dato che erano nati proprio all'uopo e avevano conservato per secoli la loro originaria funzione. Nell'Ottocento erano infatti ancora in uso, con l'avvertita necessità di adeguamento alle nuove tecniche militari, le caserme edificate dalla Repubblica di Venezia nel secondo Cinquecento a presidio delle porte urbane, e la caserma Catena, del primo Seicento, ragguardevole esemplare del tipo a corte, utilizzata in un primo momento come ospedale militare e ampliata nel corso degli anni fino a raggiungere i 150 ambienti. Altro importante manufatto militare era Castelvecchio, che aveva ospitato la scuola per ufficiali di artiglieria e genio della Serenissima e dove insegnò anche il matematico Antonio Maria Lorgna; durante la dominazione austriaca fu adibito a caserma, tribunale e carcere militare. Altre caserme, forse di impianto visconteo o quattrocentesco veneto, costituiscono un insieme di speciale persistenza funzionale e di originale struttura architettonica, una sequenza lineare e continua di edifici situati lungo la muraglia comunale-scaligera che guarda alla Cittadella: in aderenza al lato di mezzogiorno, verso l'Adigetto, tali fabbricati militari si succedono dall'Adige fino alla Gran Guardia.

### Polveriere

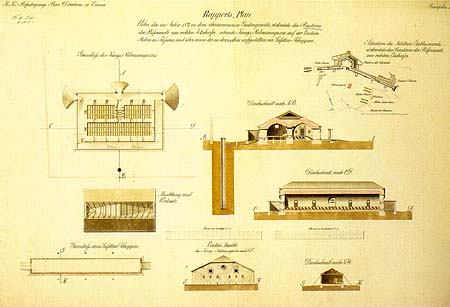
Planimetria, sezioni e prospetti della polveriera Riformati, realizzata tra 1836 e 1837

Per questioni legate alla sicurezza, nella piazzaforte furono realizzate sia polveriere per il tempo di guerra, dotate di tecnologia costruttiva con volte a prova di bomba, sia polveriere per il tempo di pace, dotate di struttura ordinaria. La posizione di queste ultime venne relegata all'aperta campagna, per preservare la città da devastazioni in caso di esplosioni dovute a fulmini, incendi o attentati. Nell'imminenza di un conflitto, le polveri in esse contenute dovevano però essere trasferite all'interno della città fortificata, nelle polveriere per il tempo di guerra; queste erano quindi coperte con struttura voltata a prova di bomba, ossia atta a resistere ai colpi delle artiglierie nemiche, in caso di assedio o bombardamento.
L'impianto architettonico delle polveriere veronesi esemplifica il tipo della polveriera ottocentesca asburgica, derivato dai magazzini per le polveri ideati tra Seicento e Settecento: si tratta di edifici a pianta longitudinale, rettangolare, con navata unica o duplice, coperta da volta a botte con soprastante massa coprente di terra nel caso delle strutture a prova di bomba. Le cosiddette volte boeme (emisferiche), senza massa coprente di terra, furono invece messe in opera nelle polveriere per il tempo di pace, a struttura costruttiva ordinaria. Le pareti laterali, all'interno, si articolano spesso in nicchie archeggiate, i cui piedritti fungono da contrafforti per le spinte orizzontali della volte di copertura.

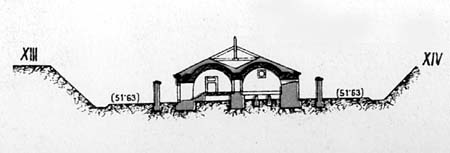
Sezione di progetto della polveriera Campo Marzo, edificata nel 1837

Piccole finestre con sportelli metallici e varie prese di ventilazione, con passante a tracciato spezzato, garantivano la necessaria illuminazione e la circolazione naturale dell'aria ma pure la sicurezza contro l'intrusione di corpi incendiari. La salubrità interna, prescritta per la conservazione delle polveri, era perfezionata dal pavimento a struttura lignea, distaccato dal terreno, con sottostante camera ventilata comunicante con le prese di ventilazione perimetrali.
Oltre alle polveriere, si allestirono anche diversi altri laboratori pirotecnici intra moenia. In prossimità del complesso conventuale di San Bernardino era stato collocato un "laboratorio di Artifizi" composto da otto corpi di fabbrica entro cui veniva effettuato il confezionamento delle cartucce, dei cartocci per artiglieria e la fusione di pallottole per fucili; operazioni più delicate avvenivano invece in locali protetti all'interno dell'adiacente bastione di San Bernardino. Un secondo laboratorio pirotecnico si trovava a sud-est dell'ospedale militare, a breve distanza dai bastioni di Santo Spirito e dei Riformati, dove, all'interno di una grande area recintata, avveniva il caricamento delle cartucce da mina e dei cartocci per artiglieria. Un ultimo laboratorio, progettato ma non ultimato in quanto al suo posto furono realizzate le caserme del Campone, doveva sorgere in prossimità dei bastioni della Santissima Trinità e di San Francesco e doveva essere composto da nove edifici.

### Infrastrutture
Il ruolo assunto dalla città nel contesto strategico del Lombardo-Veneto incise anche sullo sviluppo delle principali infrastrutture realizzate, in particolare dei tracciati viari e della ferrovia.
Soprattutto la costruzione della strada ferrata Ferdinandea portava con sé alcuni rischi connessi al passaggio della linea in prossimità delle mura magistrali oltre che connessi alla difesa del tracciato: anche se la tratta ferroviaria non nasceva con scopi militari, infatti, poteva assumere forte rilevanza in caso di guerra. Proprio per questo motivo, il progettista Giovanni Milani dovette discutere la pianificazione del percorso con una commissione mista, composta di una rilevante parte di rappresentanti dell'esercito: oltre il delegato provinciale barone De Pauli e il direttore dell'ufficio delle pubbliche costruzioni Matteis, erano infatti presenti il colonnello Hlavaty, direttore dell'Imperial regio Ufficio delle fortificazioni, e il capitano dello stato maggiore Huyon.

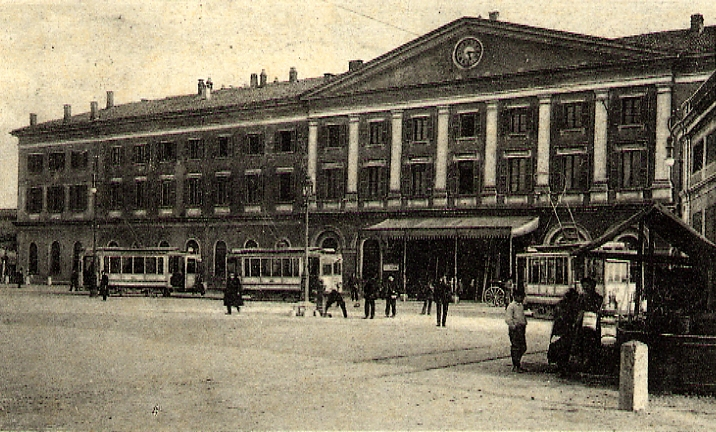
La stazione di Porta Vescovo in una fotografia dei primi anni del Novecento

Tra i problemi che la commissione dovette affrontare vi fu in particolare la realizzazione della stazione di Porta Vescovo, da edificarsi a breve distanza dall'omonima porta militare, e il percorso che da questa procedeva, superato l'Adige su un ponte ferroviario, verso la fermata minore di Porta Nuova, in prossimità, invece, della porta sammicheliana: tale percorso si avvicina pericolosamente alle mura, tanto che all'altezza del bastione di Campo Marzo ne dista solamente un centinaio di metri. Un simile tracciato richiedeva quindi un rafforzamento delle difese e alcuni interventi di protezione.
Il principale riguardò la grande stazione di Porta Vescovo, con i diversi fabbricati di servizio e gli opifici, poiché interferiva con le artiglierie dei fronti bastionati che andavano dalla rondella di Santa Toscana al baluardo di Campo Marzo; inoltre, in caso di guerra, i nemici avrebbero potuto prendere la stazione e stabilirvi un caposaldo offensivo contro la città. Tra il 1857 e il 1859 si pose rimedio a tale svantaggio racchiudendo l'intero complesso della stazione con una cinta fortificata, ordinata per la difesa di fucileria, munita di tre grandi caponiere casamattate per il fiancheggiamento dei lunghi lati del recinto tramite tiri di artiglieria.

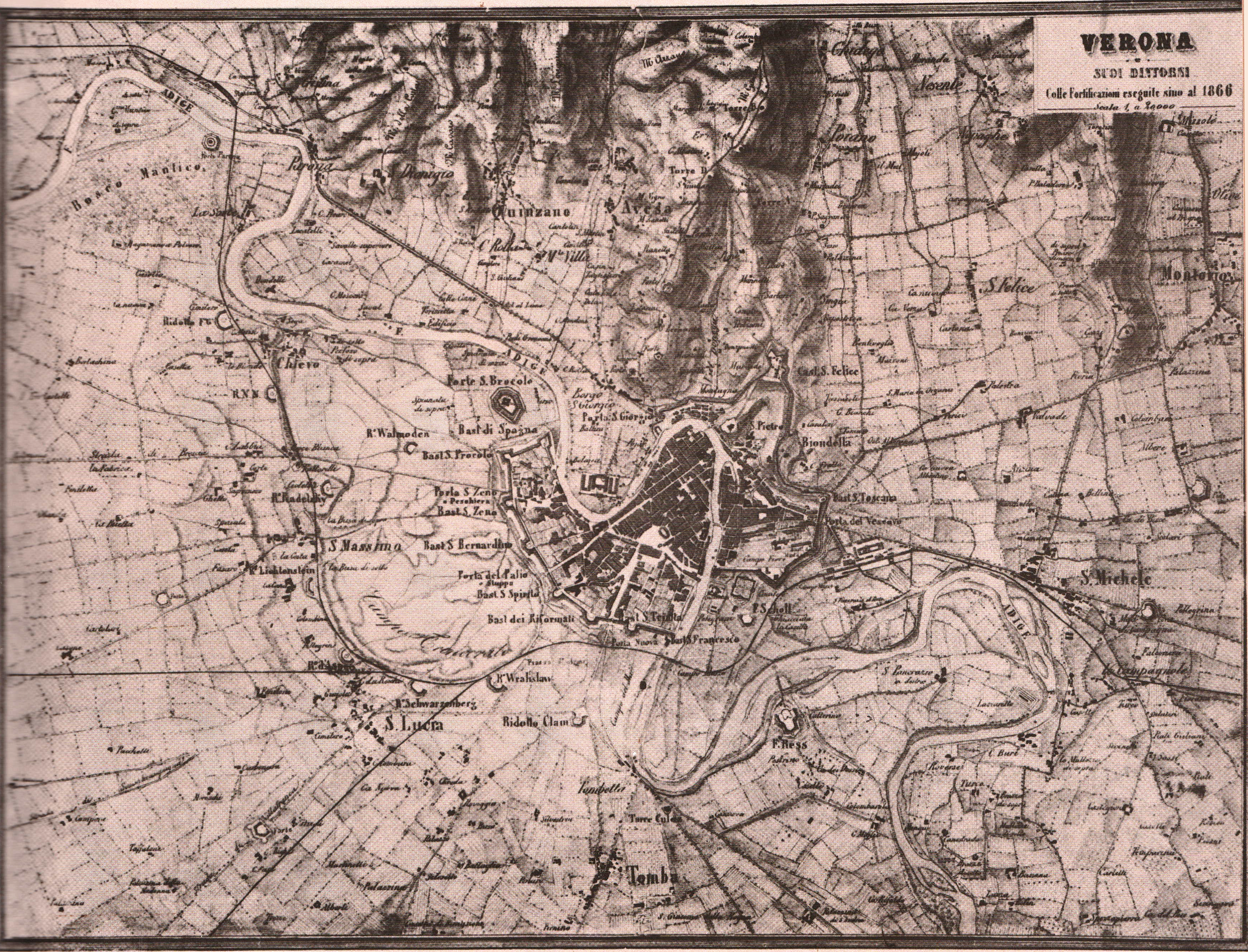
Verona e i dintorni nel 1866: evidenti le linee ferroviarie, le strade postali e le fortificazioni distaccate

La prima guerra d'indipendenza italiana evidenziò definitivamente l'importanza tattica della ferrovia, che fu in gran parte danneggiata dalle operazioni belliche, risultando inutilizzabile: in pochissimi mesi, sotto la supervisione dell'ingegnere Luigi Negrelli, fu ripristinato il collegamento tra Venezia e Vicenza, dove al tempo terminava la tratta, e si riuscì a prolungarlo fino a Verona, in modo da poter muovere mezzi e uomini con decisiva tempestività. Terminato il conflitto, si decise pertanto di prolungare la linea ferroviaria verso le altre fortezze del Quadrilatero: nel 1851 si concluse il tronco di Mantova; nel 1853 fu collegata Peschiera, per la prosecuzione su Milano; infine nel 1858 terminarono i lavori sul collegamento Verona-Trento.
Anche l'intervento sulle infrastrutture viarie risultò significativo, in quanto i movimenti delle truppe, dei rifornimenti e i collegamenti tra fortezze dovevano avvenire su percorsi rapidi e agevoli. Per queste necessità, oltre alla manutenzione delle strade postali di collegamento tra i centri vicini, ci si impegnò nella realizzazione di nuove carrabili a uso militare, alcune delle quali accessibili anche ai civili, la cui progettazione, costruzione e manutenzione fu affidata alla k.k. Genie Direktion Verona. In particolare, queste ultime raggiunsero un'estensione di quasi 100 km, la maggior parte delle quali (circa 52) realizzate nei dintorni di Verona.

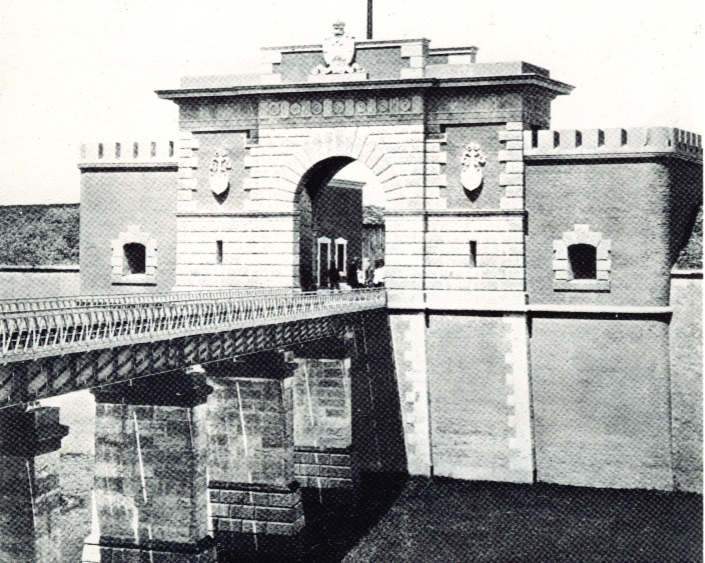
Vista lato campagna di porta Campofiore nel 1863, con il ponte ferroviario

Fondamentale dal punto di vista urbanistico si rivelò la realizzazione delle circonvallazioni esterna e interna alla cinta magistrale aventi uno sviluppo di oltre 11 km, con i 25 varchi di collegamento tra le due (di cui solo 10 utilizzabili dai civili, che erano comunque presidiati). Questo doppio sistema consentiva un collegamento veloce e protetto per i soldati e i rifornimenti, anche di materiale bellico. Visto che le polveriere dei bastioni avevano una riserva limitata, era importante consentire un agevole accesso alle quattro polveriere di maggiori dimensioni e al laboratorio d'artiglieria.
Dei varchi di maggiore importanza, andarono parzialmente ristrutturati porta Nuova, porta Vescovo e porta San Giorgio, mentre due furono realizzati ex novo: porta Vittoria, progettata da Giuseppe Barbieri e realizzata nel 1838 per consentire un più agevole accesso al nuovo cimitero monumentale, essendo stata chiusa nel 1818 l'omonima porta medievale e non ancora realizzato ponte Aleardi; porta di Campofiore, realizzata durante gli ultimi anni di dominazione austriaca per permettere il transito di treni militari che si dirigevano nell'area militare di Campo Fiore, dove si trovavano gli stabilimenti di Santa Marta.

Le postazioni di barbetta del forte Poggio Pol, facente parte del gruppo di Pastrengo; sullo sfondo la stazione del telegrafo

Per il collegamento rapido della piazza con i principali forti del sistema difensivo, infine, fu installato un sistema di comunicazione a distanza, ovvero una serie di telegrafi ottici. I dispacci venivano trasmessi mediante il codice Morse e un sistema a "lampo di colore" di giorno e a "lampo di luce" di notte; inviati dal mastio di Castelvecchio al forte San Mattia, sull'omonimo colle sovrastante la città, da questo venivano ripetuti alle altre fortificazioni. Quando l'atmosfera era sufficiente limpida, inoltre, era possibile trasmettere gli stessi dispacci ai forti del gruppo di Rivoli e di Pastrengo, o perfino alle fortezze di Peschiera e di Mantova. Questo sistema ottico subì una graduale conversione con l'aggiunta di apparati elettromagnetici, facenti capo a una centrale installata nelle caserme del Campone e gestiti da un reparto specializzato del genio.

## Conseguenze sull'economia locale

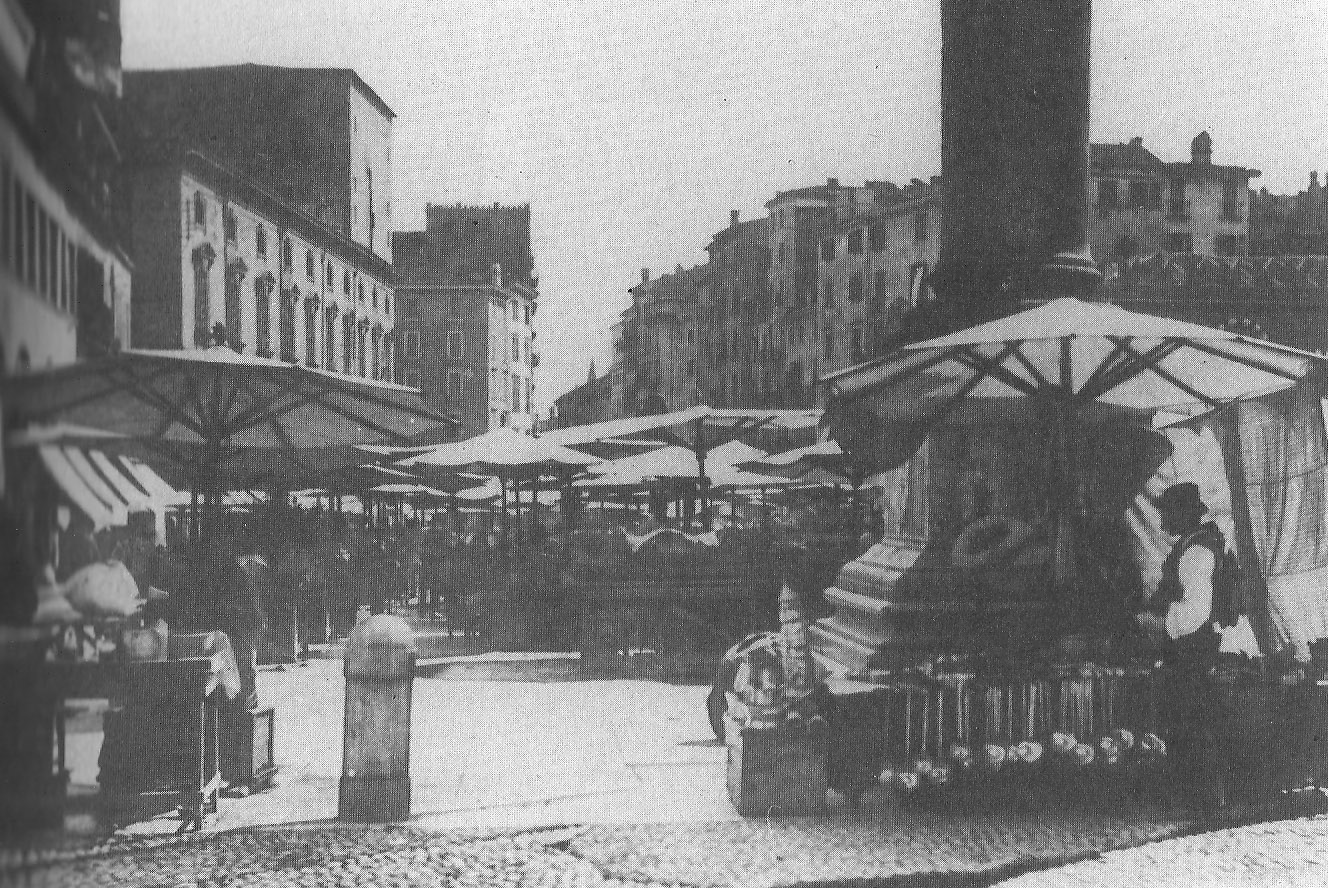
Il mercato di piazza delle Erbe a metà Ottocento

Gli effetti di una così alta presenza di militari in città si videro naturalmente anche sulla componente economica. La storiografia risorgimentale diede una visione negativa di quell'aspetto, considerando poco rilevante il settore edile e sottolineando le difficoltà del settore manifatturiero, legate più probabilmente all'aumento della tassazione e alle malattie che colpirono la vite e il baco da seta. Appare invece più verosimile, dalle testimonianze del periodo, che il giro di affari aumentò in maniera considerevole e che vi fu una prosperità diffusa.
Proprio quello edile fu sicuramente uno dei settori trainanti, in quanto la guarnigione imperiale abbisognava di tutta una serie di servizi e lavori legati alla costruzione, al restauro, alla manutenzione e conservazione di tutte le strutture destinate a uso militare. Uno dei principali imprenditori fu senz'altro il veronese Luigi Trezza, cui i militari affidarono cantieri anche di notevole importanza, il maggiore dei quali fu quello relativo alla costruzione dell'arsenale di artiglieria "Franz Josef I", il cui costo preventivato al 1854 era di ben 2821500 lire austriache. Egli non risultò tuttavia il solo a giovarsi di questa situazione: infatti, se nel 1836 erano presenti a Verona solamente 13 imprenditori edili, nel 1852 si arrivò alla considerevole cifra di 42 imprese.
Anche il mercato immobiliare subì una rivoluzione, sia per venire incontro alle esigenze abitative dei soldati sia per la necessità di spazi per gli uffici. Quella dell'affitto, quindi, divenne per i privati una pratica particolarmente redditizia (ma maggiori entrate vi furono anche per gli imprenditori che eseguirono i lavori di ristrutturazione degli alloggi e per gli artigiani e i commercianti che fornirono gli arredi): gli ufficiali, provenendo per la maggior parte da famiglie nobili, cercarono abitazioni adatte alle loro esigenze e al loro status; i soldati di più basso rango trovarono spesso collocazione da affittacamere o in alloggi o locali privati; infine molti immobili furono locati per soddisfare l'esigenza di uffici e caserme.

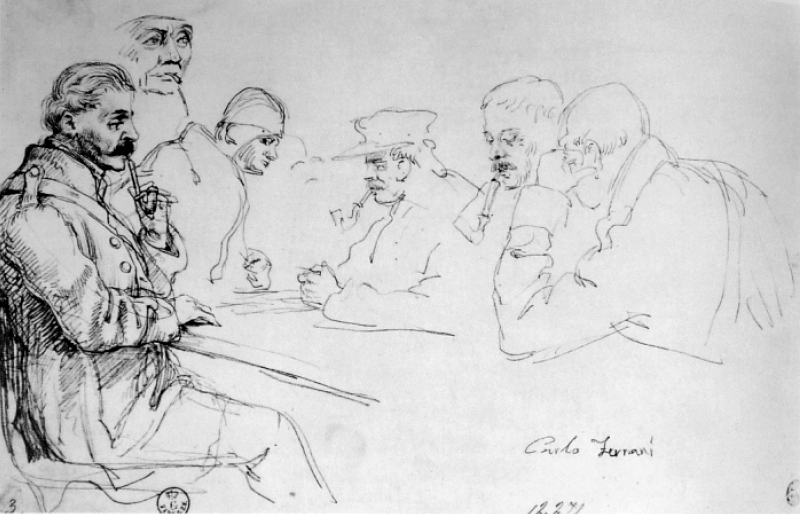
Soldati austriaci al caffè in un disegno di Carlo Ferrari. La loro presenza era divenuta, nella Verona dell'Ottocento, caratteristica

Naturalmente i soldati, oltre all'alloggio, necessitarono anche di beni di prima necessità, abbigliamento e accessori, contribuendo così ad arricchire i commercianti cittadini. Inoltre, nel giro di pochi anni, aumentarono notevolmente di numero i luoghi di svago, in proporzione decisamente maggiore rispetto a quella che fu la crescita di popolazione civile: dal 1822 al 1861, infatti, distillerie, caffè, bettole, osterie, trattorie, alberghi e sale da biliardo passarono da 466 a 559 esercizi.
Tuttavia non mancarono gli effetti negativi, connessi specialmente alla vasta area soggetta a servitù militare che circondava la città. Questa servitù, infatti, implicava un certo numero di limitazioni, tra cui: il divieto di avvicinamento alle opere fortificate; limiti di transito su alcune strade militari; l'impossibilità di edificazione o di messa a dimora di alberi ad alto fusto nella cosiddetta "spianata", un'ampia zona utilizzata per le esercitazioni miliari. A quest'ultima limitazione vi potevano però essere delle deroghe, in particolare era possibile coltivare vigneti composti da alberi aventi un'altezza massima di 120 cm, e in caso di richieste reiterate, a seguito di sopralluoghi del genio, potevano essere concessi permessi di costruzione.
Le strutture dovevano però avere carattere provvisorio in quanto, in caso di ordinanza, il proprietario aveva un tempo di 48 ore per provvedere alla demolizione del fabbricato. Queste restrizioni, che perdurarono oltre il 1866, impedirono inoltre lo sviluppo industriale e commerciale della città all'esterno delle mura. La prima industrializzazione di Verona riguardò pertanto l'area del "Basso Acquar" che, essendo posta in una zona depressa in prossimità dell'Adige, non turbava eccessivamente il profilo del terreno e l'azione delle opere militari.

## Elenco delle opere militari

Le fortificazioni di Verona al 1866, con evidenziati la cinta magistrale e il campo trincerato esterno:
Forti collinari e forti avanzati di pianura (1837 – 1843)
Primo campo trincerato (1848 – 1856)
Secondo campo trincerato (1859 – 1866)

Forti collinari e forti avanzati di pianura (1837 – 1843)
     Primo campo trincerato (1848 – 1856)
     Secondo campo trincerato (1859 – 1866)

### Cinta magistrale

#### Porte d'accesso
- Porta San Zeno
- Porta Palio
- Porta Nuova
- Porta Vittoria
- Porta Vescovo
- Porta di Campofiore
- Porta San Giorgio

#### Difese di destra d'Adige
- Bastione di San Francesco
- Bastione della Santissima Trinità
- Bastione dei Riformati
- Bastione di Santo Spirito
- Bastione di San Bernardino
- Cavaliere di San Giuseppe
- Bastione di San Zeno
- Bastione di San Procolo
- Bastione di Spagna
- Mezzo bastione della Catena Superiore

#### Difese di sinistra d'Adige
- Batteria Pellegrini
- Bastione di Campo Marzo
- Bastione delle Maddalene
- Rondella di Santa Toscana
- Batteria di controscarpa XXII
- Batteria di scarpa XXI
- Rondella di San Zeno in Monte
- Rondella della Grotta
- Castel San Felice
- Rondella della Baccola
- Rondella delle Boccare
- Rondella di San Giorgio
- Rivellino di San Giorgio

### Campi trincerati

#### Forti collinari e forti avanzati di pianura
- Torri Massimiliane
- Forte Sofia
- Forte San Leonardo
- Forte San Mattia
- Forte Biondella
- Forte Gazometro (demolito)
- Forte San Procolo

#### Primo campo trincerato
- Forte Chievo
- Forte Croce Bianca (demolito)
- Forte Spianata (demolito)
- Forte San Zeno
- Forte San Massimo (demolito)
- Forte Fenilone (ruderi)
- Forte Santa Lucia (demolito)
- Forte Palio (demolito)
- Forte Porta Nuova (demolito)
- Torre Tombetta (demolito)
- Forte Santa Caterina
- Forte San Michele (demolito)

#### Secondo campo trincerato
- Forte Parona (ruderi)
- Forte Lugagnano
- Forte Dossobuono
- Forte Azzano
- Forte Tomba (ruderi)
- Forte Cà Vecchia (demolito)
- Forte Cà Bellina (demolito)
- Forte Preara

### Stabilimenti e caserme
- Arsenale di artiglieria della Campagnola
- Carcere di guarnigione di San Tommaso
- Caserma erariale di castel San Pietro
- Caserma erariale Catena
- Caserme erariali del Campone
- Direzione del genio di Santa Lucia
- Laboratorio pirotecnico San Bernardino (ruderi)
- Ospedale di guarnigione di Santo Spirito
- Provianda di Santa Marta
- Provianda di Santa Caterina da Siena
- Stabilimento d'artiglieria ai Riformati (demolito)